# Autisme en psychanalyse
En psychanalyse, l'autisme  est lié au mot autoérotisme que Sigmund Freud, qui n'a jamais parlé d'autisme, a repris du médecin et sexologue Havelock Ellis. Mais tandis que Freud maintient et développe la notion d' « autoérotisme » pour la psychanalyse, la dimension sexuelle contenue dans le mot est refusée par le psychiatre Eugen Bleuler qui crée par raccourcissement et contraction le mot « autisme », repris ensuite par Leo Kanner en 1943 et en 1944, par Hans Asperger. L’autisme et les psychoses infantiles sont redécouverts dans les années 1950 aux États-Unis dans l’orthodoxie freudienne avec Margaret Mahler. Ils font alors l'objet d'études psychanalytiques, surtout anglo-saxonnes, de psychanalystes postkleiniens comme Frances Tustin, Donald Meltzer et Donald Winnicott. Bruno Bettelheim occupe une place à part. En France, et dans le sillage des théories de Jacques Lacan, l'autisme est notamment abordé par la psychanalyste Françoise Dolto.
Le travail psychanalytique en autisme consiste à passer par la parole (ou des moyens de symbolisation dans les cas les plus difficiles) afin d'aider le sujet à vivre avec ses symptômes, éventuellement à les réduire.  
L’approche psychanalytique a largement été déconsidérée, et est considérée comme ayant mené à des maltraitances envers les enfants autistes,,,. Malgré cela, elle reste présente en France. Ainsi, The Guardian affirme que « 50 ans de retard ont été pris dans l’accompagnement des personnes autistes », et qu'il s'agit d'un « scandale d'État ». En effet, le traitement de l’autisme  en France constitue une violation des droits de personnes autistes, de par l'influence de la psychanalyse dans les méthodes d'accompagnement des personnes autistes. En dépit de cela, un certain nombre de psychanalystes continuent de défendre leurs pratiques.  
Le référentiel psychanalytique en autisme recule à partir des années 1970, particulièrement aux États-Unis ; il reste mobilisé principalement dans deux régions du monde, la France et l'Amérique latine. La mise en application entre pédopsychiatrie (Kanner) et psychanalyse (Bettelheim) de théories sur l'autisme dans les années 1950-1960 aux États-Unis a entraîné une accusation des mères, argument et motif central du militantisme de la majorité des associations françaises de parents d'autistes contre la psychanalyse. Les autobiographies des adultes autistes Josef Schovanec et Hugo Horiot témoignent de mises en souffrance dans le cadre de leur cure psychanalytique, comme celle de Gunilla Gerland, qui y rapporte des témoignages de ses pairs. Des expériences psychanalytiques positives, et celle de Donna Williams qui en reprend des termes ou des interprétations, sont cependant rapportées. Sont critiquées également la notion de psychose en psychanalyse ainsi que l'inefficacité de la pratique psychanalytique en matière d'autisme.
En décembre 2020, l'Université de Cambridge a publié un article intitulé "Psychoanalysis in the treatment of autism: why is France a cultural outlier?" afin d'analyser et identifier pourquoi la France utilise une approche déconsidérée depuis plusieurs décennies faute de preuve scientifique quant à son efficacité et sa tendance à mettre les enfants autistes en risque de maltraitance. Les auteurs soutiennent que la psychanalyse est protégée de la critique en France par des réseaux politiques et universitaires.

## 1907-1944: entre sexologie, psychanalyse et psychiatrie

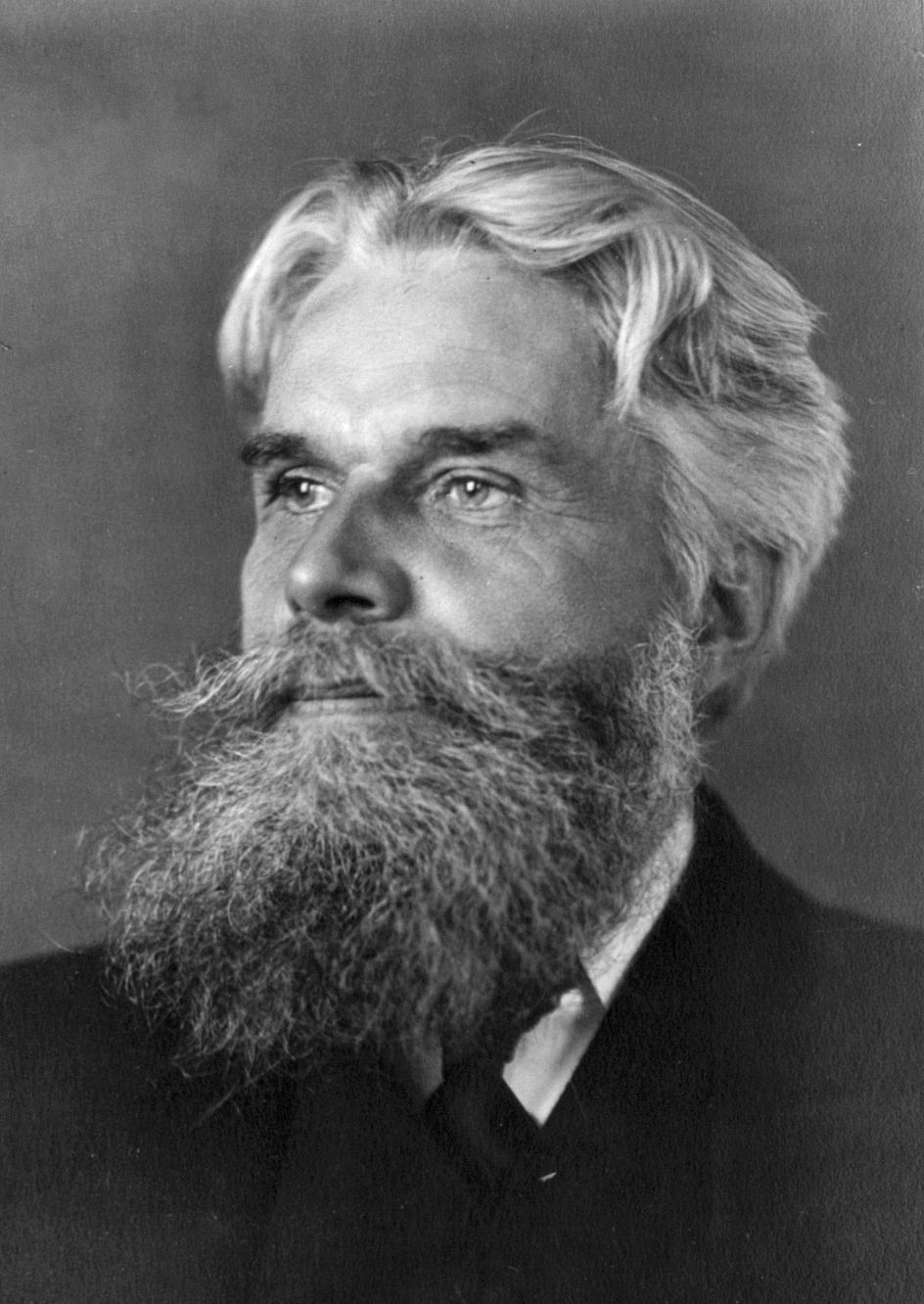
Le médecin et sexologue Havelock Ellis est à l'origine du mot et de la notion d'autoérotisme

Plusieurs conceptions se sont succédé entre psychanalyse et psychiatrie : depuis l'équivalence relative entre l'auto-érotisme selon Freud, qui n'a jamais parlé d'autisme, et l'autisme de Bleuler qui refuse la dimension sexuelle de l'auto-érotisme et crée de ce fait le mot « autisme » par raccourcissement et contraction d' « autoérotisme » (« érotisme » disparaît),.

### De l'autoérotisme freudien à l'autisme selon Bleuler, puis Kanner et Asperger
La découverte de l'autisme est associée au Burghölzli, une clinique psychiatrique universitaire situé à Zurich et dirigée à l'époque par Eugen Bleuler, le créateur du mot autisme. C'est à partir du refus par Bleuler de la dimension sexuelle propre à la psychanalyse contenue dans le concept freudien d'autoérotisme par rapport à celle qui l'exclut  d'« ipséisme » pour l'autisme en psychiatrie que se différencient par la suite les approches respectivement psychanalytique et pédopsychiatrique. 1943 est la date à laquelle un trouble infantile est officiellement distingué en psychiatrie par Leo Kanner, sous l'appellation de trouble autistique du contact affectif, tandis que Hans Asperger présente l'année suivante un rapport  sur Les psychopathes autistiques pendant l’enfance.  

#### Freud, Jung, Bleuler
Le mot « autisme » (du grec autos : soi-même), forgé par le psychiatre suisse Eugen Bleuler, apparaît dans une lettre de Carl Gustav Jung du 13 mai 1907 adressée à Sigmund Freud. Bleuler refuse le concept d' auto-érotisme, repris par Freud d'Havelock Ellis, qu'il juge « beaucoup trop sexuel » et crée par contraction d'auto et d'érotisme (remplacé) le mot autisme, après avoir songé à ipsisme du latin. Freud va conserver le terme d'auto-érotisme, tandis que Jung adoptera quant à lui  le terme d'introversion.

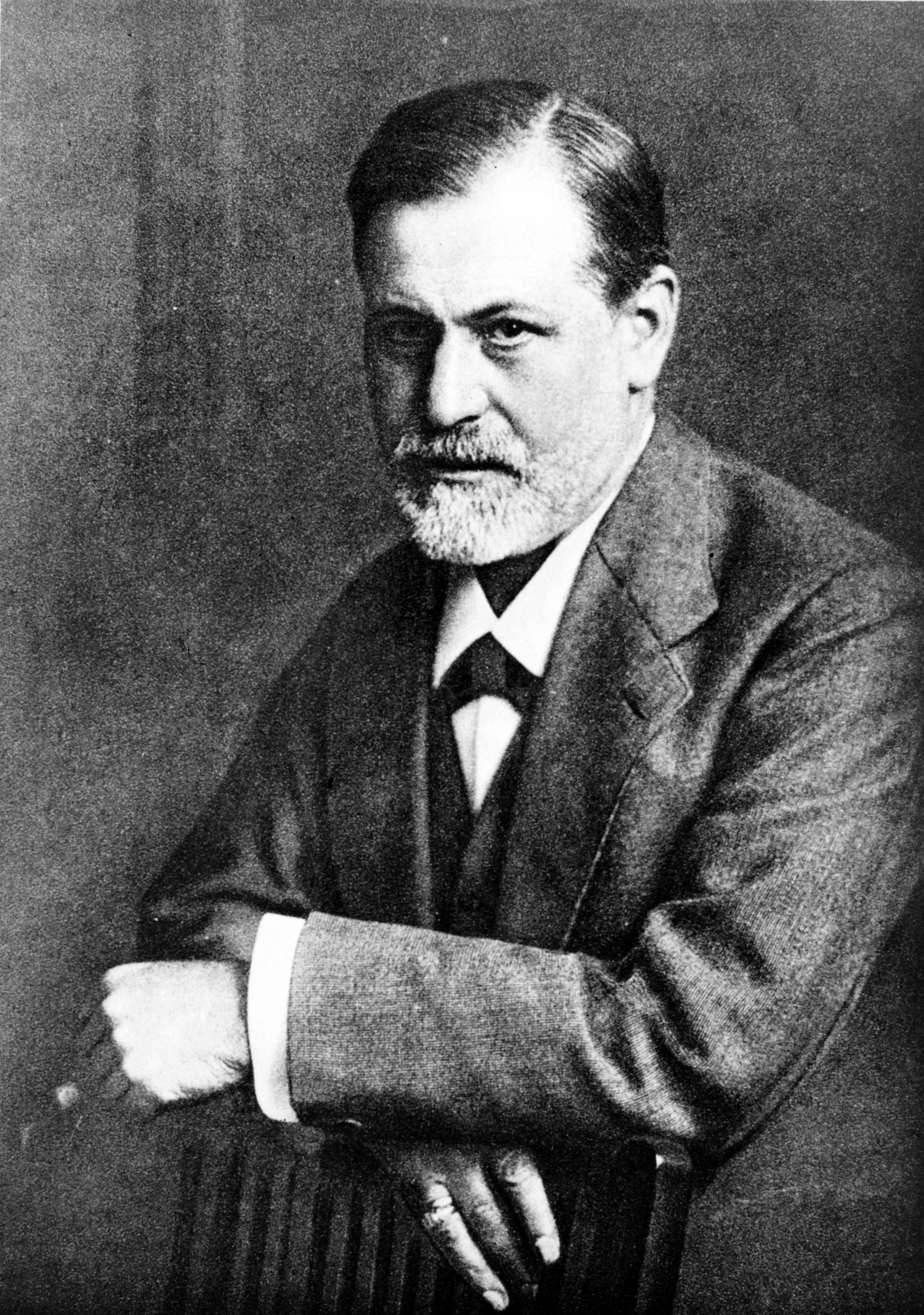
Repris par Freud d'Havelock Ellis, le concept d'autoérotisme est conservé par la psychanalyse.

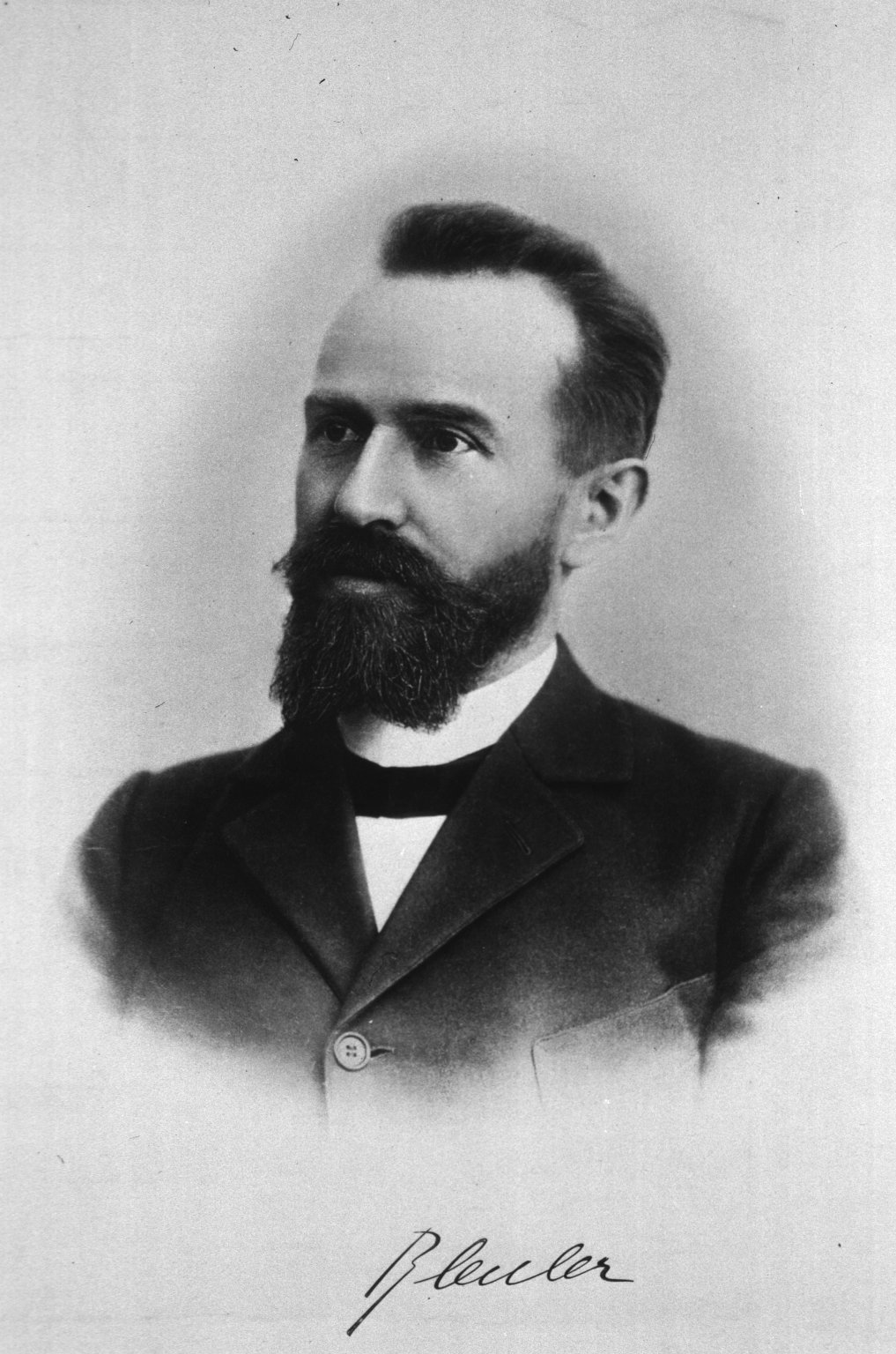
Le psychiatre suisse Eugen Bleuler a créé le mot « autisme » en refusant le concept d'« auto-érotisme » jugé trop sexuel.

##### Entre auto-érotisme chez Freud et autisme chez Bleuler
Dans Dementia praecox oder Gruppe der Schizophrenien (1911), Eugen Bleuler définit l'« autisme » (allemand Autismus), mot dérivé du grec αυ ̓ το ́ ς (soi-même), comme un détachement de la réalité accompagné d'une prépondérance de la vie intérieure : l'autisme est à peu près la même chose que ce que Freud nomme autoérotisme, dit-il.
Selon Jacques Hochmann, Bleuler, qui connaît les théories freudiennes et précise d'ailleurs que l'autisme est à peu près la même chose que ce que Freud appelle l'auto-érotisme, explique qu'il souhaite en supprimant le radical /éros/ se démarquer de la référence de Freud à une conception élargie de la sexualité risquant de « donner lieu à de nombreuses méprises ».

##### Conflit de Jung avec Freud à propos de la démence précoce

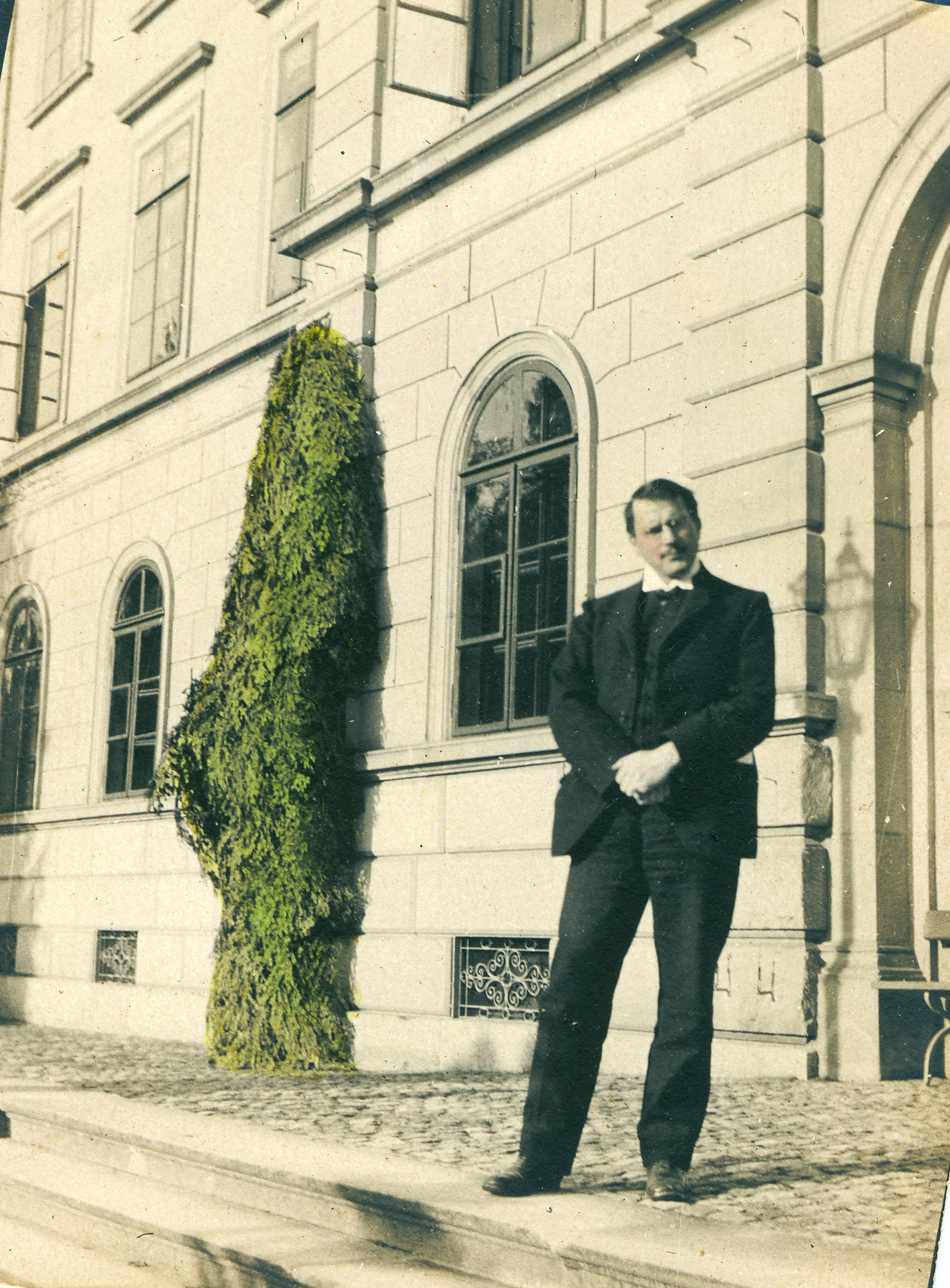
Carl Gustav Jung, proche de la psychanalyse jusqu'à sa rupture avec Freud (ici devant le Burghölzli en 1910).

Au Burghölzli, Carl Gustav Jung travaille auprès de Bleuler sur la démence précoce ou schizophrénie et publie l'essai intitulé Psychologie de la démence précoce (1906). C'est à la même époque qu'il est donc chargé d'un rapprochement avec Sigmund Freud par Bleuler. Mais Jung, jusque là très proche de Freud, va rompre  avec lui autour de 1911-1913, entre autres en raison d'un conflit théorique profond sur la question de la libido dans le domaine des démences précoces : Jung considère que la théorie pulsionnelle freudienne  de la libido échoue « à rendre compte de la démence précoce », au moment où Freud est justement en train d'écrire Pour introduire le narcissisme qu'il publiera  en 1914. Or en psychanalyse, le narcissisme est défini comme « un stade de développement nécessaire dans le passage de l'autoérotisme à l'amour d'objet ».

#### Kanner: l'autisme infantile précoce

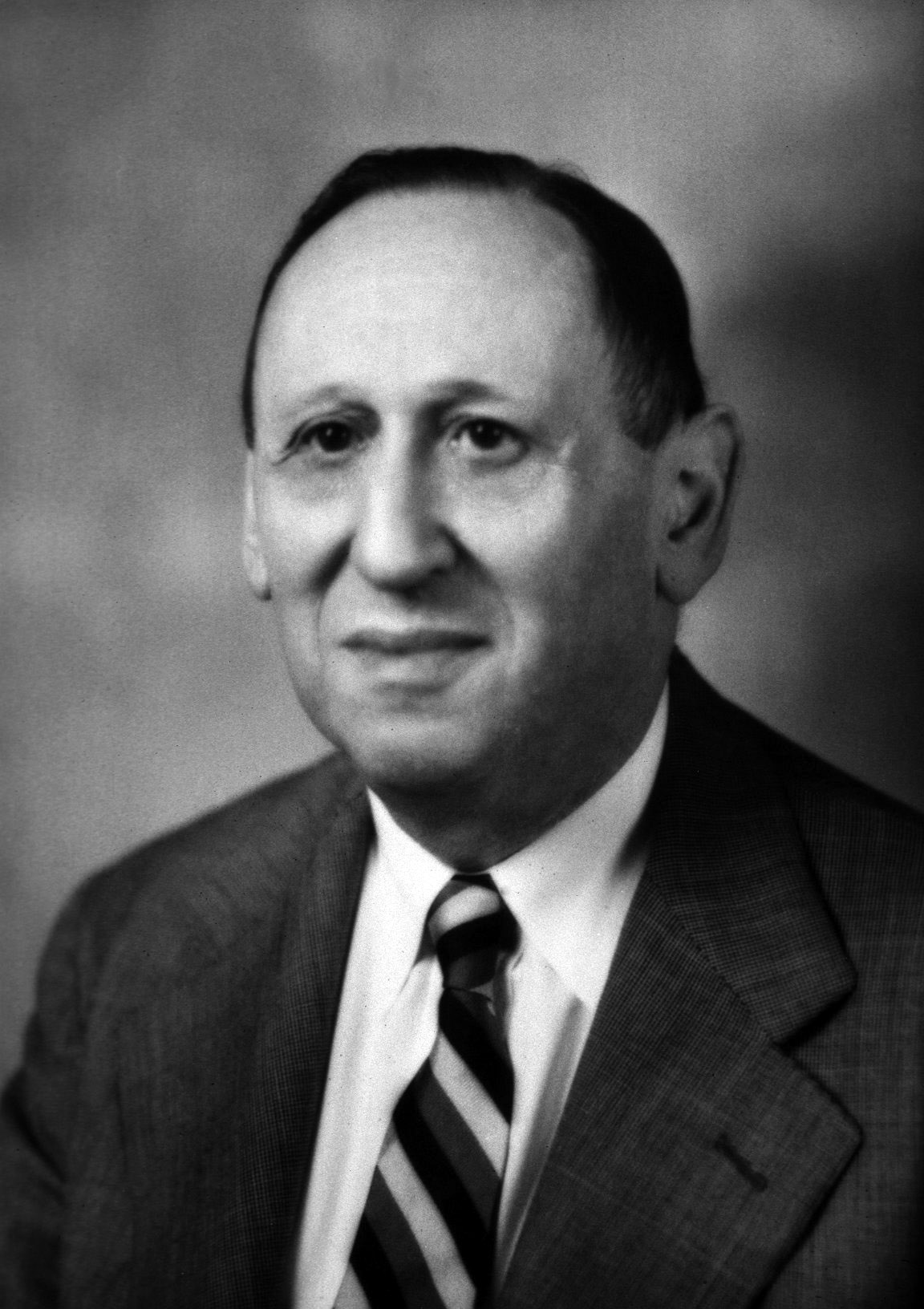
En 1943, Leo Kanner, pédopsychiatre, décrit l'autisme infantile précoce.

En 1943, le mot « autisme » est repris par Leo Kanner dans sa description de l'« autisme infantile précoce » comme syndrome associant des troubles de la communication, des troubles des comportements sociaux et des troubles des fonctions cognitives. Sur l'autisme infantile, le pédopsychiatre et psychanalyste français Didier Houzel considère que les recherches psychanalytiques « ont abouti à des avancées très significatives dans la compréhension  des débuts de la vie psychique ». Steve Silberman estime cependant que l'accent initialement mis par Leo Kanner sur le rôle des parents dans son modèle théorique de l'autisme chez l'enfant résulte de la domination de la théorie psychanalytique de l'époque, et du dogme voyant dans la psyché parentale la source des explications aux troubles, tout autre modèle théorique étant « rapidement eclipsé par l'essor de la psychanalyse ».
Jacques Hochmann rapporte que dès le début des années 1960, un courant antipsychanalytique a commencé à se dessiner aux États-Unis. Un déclin de la psychanalyse s'y amorce dans l'opinion publique ainsi que « dans les hauts lieux de diffusion du savoir psychiatrique », d'autant que, selon Élisabeth Roudinesco et Michel Plon, « le freudisme américain a toujours été d'une extrême fragilité ». D'après le neuropathologue Manuel F. Casanova et son équipe, le psychologue américain Bernard Rimland, père d'un enfant autiste et  fondateur en 1965 de l'Autism Society of America (ASA), s'associe ainsi à Leo Kanner pour « mettre fin au règne de terreur engendré par la psychanalyse », notamment à travers sa publication, en 1964, d'un « manifeste basé sur une large revue de la littérature dans lequel il démystifie les idéologies psychanalytiques » en matière d'autisme, en documentant des causes génétiques.

#### Le rapport de Hans Asperger et ses suites
En 1944, Hans Asperger présente à Vienne un rapport sur un syndrome autistique, intitulé Les psychopathes autistiques pendant l’enfance (Die Autistischen Psychopathen im Kindesalter), qui restera oublié pendant quarante ans.
Selon Élisabeth Roudinesco et Michel Plon, Hans Asperger (1906-1980), qui aurait été concerné lui-même dans son enfance — Edith Sheffer réfute cette idée —, décrit un « “autisme de haut niveau”, caractérisé par une absence d'altération du langage et une capacité de mémorisation inhabituelle », dont  témoigne par exemple « l'inoubliable Raymond Babbit » qu'interprète Dustin Hoffman dans le film Rain Man (1988). Dans ce rapport, Asperger traite de « la psychopathie autistique », décrite plus tard sous les noms d'autisme à haut niveau de fonctionnement (High-functioning autism), puis sous celui de syndrome d'Asperger. Le rapport d’Asperger est retrouvé en effet à la fin des années 1970 par Lorna Wing, psychiatre et mère d’un enfant autiste, traduit en anglais par Uta Frith, et publié en 1981 après la mort d’Asperger. C'est la traductrice Uta Frith, « née Aurnhammer en Allemagne (pendant la période nazie, précise-t-elle) » et formée à Londres à la psychologie cognitive qui élabore les critères diagnostiques du syndrome d’Asperger « en ajoutant aux symptômes décrits l’absence de théorie de l’esprit (l’impossibilité de s’identifier à l’autre et de comprendre ce qui n’est pas dit ni donné à voir) ». Son élève Tony Attwood perfectionne la description, qui connaît un immense succès à la publication (T. Attwood, Le syndrome d’Asperger, Bruxelles, De Boeck, 2008). Selon Paul Alerini, il s'est formé une « communauté des Asperger » et la liste des Asperger célèbres « s'allonge tous les jours », tandis que les Asperger forment une communauté mondiale.

## À partir des années 1950: psychanalyse "anglo-saxonne" et autisme
L'"approche" "anglo-saxonne" de l'autisme commence quelques années après la description de l'autisme infantile précoce (1943) par Kanner et la parution en 1944 du rapport de Hans Asperger à Vienne.
« L’autisme et les psychoses infantiles sont redécouverts dans les années 1950 aux États-Unis dans l’orthodoxie freudienne » : avec Margaret Mahler, la psychose infantile et son traitement psychanalytique sont rendus acceptables. Selon Élisabeth Roudinesco et Michel Plon, c'est, outre Bruno Bettelheim, le courant annafreudien et le courant kleinien qui ont « le mieux étudié et traité l'autisme, souvent avec succès, à l'aide des instruments que fournit la psychanalyse ».
D'après le journaliste d'investigation Steve Silberman, les analyses de personnes autistes par des psychanalystes débutent de fait dès les années 1930, quand Hermine Hug-Hellmuth, Anna Freud et Melanie Klein analysent le comportement de leurs jeunes patients sous l'angle de la théorie freudienne (par exemple, pour Klein, la fascination d'un petit garçon pour les poignées de porte est interprétée comme symbolisant une pénétration sexuelle de sa mère).

### Margaret Mahler: la «phase autistique normale» du bébé
Ce sont notamment les travaux de Margaret Mahler sur la psychose symbiotique qui représentent le courant annafreudien. D'après Didier Houzel,  Margaret Mahler situe l'autisme infantile, correspondant d'un point de vue génétique à un stade du développement psychique, « sur un axe qui conduit l'enfant d'un état d'autisme “normal” à la “séparation-individuation” ».
Selon Philippe Mazet, la pédiatre et psychanalyste américaine Margaret Mahler a théorisé le processus de séparation-individuation du bébé, dans les trois premières années de la vie. Elle se réfère aux travaux d'Anna Freud, de Heinz Hartmann et de René Spitz, ainsi que dans une moindre mesure de Donald Winnicott, en décrivant la séparation, dès l'âge de trois ou quatre mois, comme fin de ce qu'elle décrit comme la « phase autistique normale ». Durant la « phase autistique normale », le bébé « est très centré sur ses sensations et perceptions intéro- et proprioceptives ». Pour Margaret Mahler, citée par Philippe Mazet, cette phase autistique du bébé représente « un modèle de système monadique clos, autosuffisant dans sa satisfaction hallucinatoire du désir ». D'après Philippe Mazet, un grand nombre de travaux de Margaret Mahler montre « les compétences du bébé, non seulement dans le domaine perceptif et cognitif mais aussi dans celui de l'interaction sociale ».

### Le courant kleinien

#### Melanie Klein: la "psychose infantile"
D'après le psychiatre et psychanalyste Paul Alerini, « Melanie Klein rend possible la psychose infantile », en élaborant une « théorie dissidente par rapport à l’orthodoxie freudienne comportant : un surmoi précoce pré-œdipien, une position schizo-paranoïde initiale » (avec un « clivage entre bons et mauvais objets à l’intérieur du ventre de la mère »). Jacques Hochmann rappelle que déjà en 1929, Melanie Klein avait présenté « le cas Dick » à un congrès international tenu à Oxford : selon Hochmann, « Dick » est « probablement le premier enfant autiste à avoir suivi une cure psychanalytique », alors que Klein le qualifie encore de « schizophrène ». Hochmann précise qu'avec le développement de la psychanalyse des enfants, quand deux auteurs (Donald Meltzer et Frances Tustin) vont s'intéresser plus particulièrement à l’étude et au traitement des enfants autistes et enrichir ce faisant la sémiologie en psychopathologie, aucun des deux n'affirmera toutefois « une quelconque origine dans les attitudes mentales de la mère ». Pour la psychanalyste Marilia Franco E Silva, c'est la description du mécanisme de l’identification projective qui aura permis chez Melanie Klein « d’importantes avancées sur le plan théorique et clinique dans le domaine de la psychose ». Mais confrontés aux phénomènes de l’écholalie et de l’échopraxie chez les enfants autistes, les post-kleiniens ont dû mettre en question certains postulats de la théorie kleinienne, notamment « la notion du Moi précoce comme donnée d’emblée ».

#### Les post-kleiniens

##### Frances Tustin
Elle a suivi une analyse avec Wilfred Bion qui lui-même avait suivi sa deuxième analyse avec Melanie Klein.
Elle a distingué plusieurs groupes d'autisme, dont un seul correspond à celui décrit par Kanner:
- primaire anormal : pas de différenciation entre son corps, celui de sa mère et l'extérieur ;
- secondaire à carapace (sensiblement identique à l'autisme de Kanner) L'indifférenciation entre le Moi du bébé et la mère a disparu, remplacée par une surévaluation de la différence. Une barrière autistique avec fonction de carapace s'est construite pour protéger l'enfant, et lui interdire l'accès au monde extérieur ;
- secondaire régressif ou schizophrénie infantile. L'évolution commence de façon normale, habituelle, puis apparaissent des manifestations de régression. L'enfant opère son retrait dans une vie fantasmatique riche et centrée sur les sensations corporelles. Élisabeth Roudinesco et Michel Plon précisent que l'autisme secondaire régressif serait pour Tustin une forme de schizophrénie sous-tendue par une identification projective[9].

Selon Didier Houzel, Tustin « met en évidence » un fantasme de discontinuité ressenti par l'enfant autiste d'une manière très corporelle comme « un arrachement d'une partie de sa propre substance » : alors que le bébé a besoin de l'illusion d'une continuité entre son corps et son objet de satisfaction quand il ne dispose pas encore de possibilités suffisantes de symbolisation, la continuité « bouche-langue-mamelon-sein » est rompue ; cette rupture catastrophique mène au fantasme d'un « sein au mamelon cassé et d'un arrachement à l'emporte-pièce du mamelon ». Un tel arrachement laisse dans la bouche « un trou noir habité d'objets persécuteurs » : pour s'en protéger et se protéger du monde extérieur, l'autiste construit un délire de fusion avec l'environnement annulant toute séparation, tout écart, toute différence et altérité, en ayant recours à  ses propres sécrétions (larmes, salive, urines, fèces) et à des objets autistiques qu'il utilise seulement pour « des sensations de surface ». Frances Tustin parle d' « “autosensualité perverse” ».
En 1999, Gunilla Gerland, en tant qu' « autiste de haut niveau » (« with high functioning autism or Asperger syndrom I »), ainsi qu'elle se présente, publie dans la revue scientifique Autism une lettre ouverte (reprise dans Sage Journals, 2016) aux rédacteurs scientifiques de cette revue , en exprimant son désaccord sur la publication d'une  « recension très positive » (« very positive review ») de l'ouvrage Encounters with Autistic States: A Memorial Tribute to Frances Tustin  de Theodore Mitrani, Judith L. Mitrani
Jason Aronson (éd.), un « hommage à Frances Tustin » dont l'œuvre est « consacrée à la compréhension du monde déroutant propre à l'enfant autiste »,. Comme d'autres psychanalystes, Tustin proposait une théorie de genèse psychodynamique de l'autisme causée par une mauvaise relation mère-enfant, qui s'est révélée plus tard être fausse.

##### Donald Meltzer
Ayant enseigné pendant plus de 20 ans à la Tavistock Clinic, Donald Meltzer, collègue de Melanie Klein et Wilfred Bion, est un autre des pionniers des publications sur l'autisme (après Bettelheim et Tustin).
Son apport, toujours appuyé sur l'idée de relation d'objet initié par Klein, retourne les références dans son travail sur l'autisme et parle d'identification intrusive. Appuyé aussi sur le travail d'Esther Bick sur le moi-peau, il propose un angle de vue où le vécu très dense de son corps par l'autiste serait potentiellement agressé par celui des autres qui s'y projettent dans leur mécanisme normal d'accès au monde extérieur.

### Bruno Bettelheim, "approche" «personnelle» de l'autisme
Bruno Bettelheim, pédagogue autodidacte, philosophe de formation, se considérant comme un éducateur et psychothérapeute, relève d'un statut de psychanalyste qui reste controversé. S'inspirant de son internement dans le camp de concentration de Dachau, l'homme, profondément marqué par cette expérience traumatisante, propose de compenser la situation extrême à laquelle il assimile l'autisme par une méthode tout aussi extrême : « Si un milieu néfaste peut conduire à la destruction de la personnalité, il doit être possible de reconstruire la personnalité grâce à un milieu particulièrement favorable ».
Premier auteur à avoir publié sur l'autisme en militant pour l'autonomisation et contre le délaissement à l'asile, la position de Bettelheim est complexe, voire marginale[réf. nécessaire]. À l'« École orthogénique », il s'attache davantage à l'éducation et à la psychothérapie institutionnelle qu'à la psychanalyse qu'il utilise selon une réinterprétation très libre : « Dans beaucoup de ses écrits, Bettelheim parle des modifications qu’il a apportées à la psychanalyse pour l’adapter au traitement des enfants gravement perturbés ».

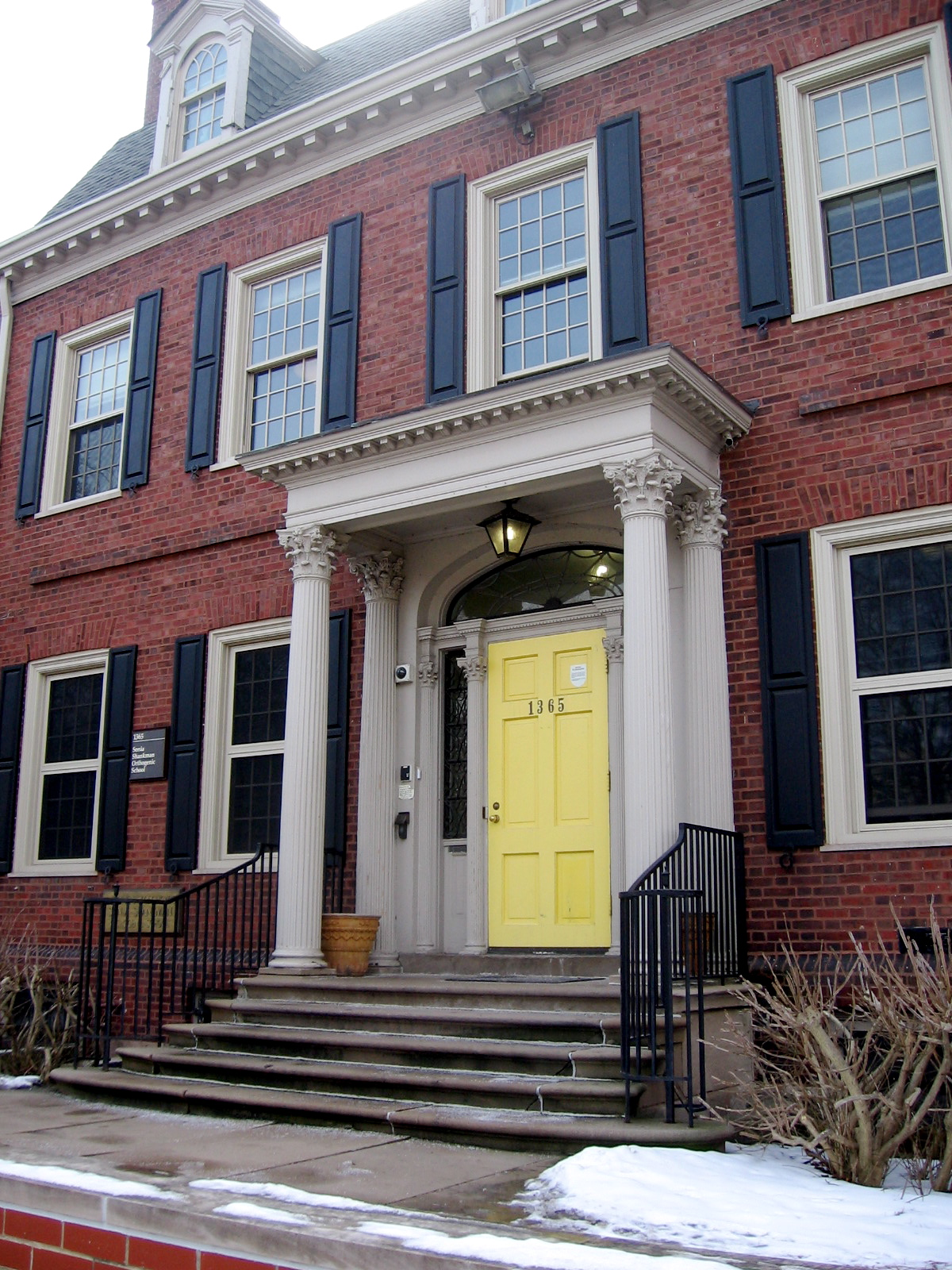
L'École orthogénique Sonia Shankman de Chicago (Illinois), où Bruno Bettelheim mit au point une méthode de traitement des enfants autistes.

Bruno Bettelheim a été inspiré, dans ses travaux, par le psychologue et pédagogue américain John Dewey et la pédagogue italienne Maria Montessori, voire le psychologue et épistémologue suisse Jean Piaget. Il revendique une approche plus éducative que thérapeutique.

#### Influence de Bettelheim en France jusque dans les années 1980
Bettelheim est fortement médiatisé en France en 1974. D'après l'historien Jonathyne Briggs « alors que ses théories étaient de plus en plus écartées aux États-Unis au profit de nouvelles approches ancrées dans les neurosciences et la psychologie comportementale qui ont éclipsé la psychanalyse, ses idées sont devenues plus influentes en France, où la psychanalyse est devenue le traitement principal de la psychose infantile ». L'implantation de la psychanalyse en France assure un grand succès et une forte diffusion aux théories de Bettelheim durant une trentaine d'années, jusqu'à sa remise en cause par les associations françaises de parents d'enfants autistes et par les médias durant les années 1990. Aux États-Unis, l'approche de l'autisme est réorientée vers les méthodes éducatives uniquement. Selon Dominique Bourdin, la défense de la théorie de Bettelheim par certains psychanalystes est vraisemblablement à l'origine de la contestation des associations françaises de parents d'enfants autistes, qui se sont opposées (parfois de façon agressive) à l'approche psychanalytique de l'autisme dans ce pays. Cette théorie est progressivement abandonnée en France, cependant, d'après Jean-Noël Trouvé, en 2015, elle continue à faire des « ravages dans quelques « noyaux durs » de la psychopathologie ».

#### Remise en cause de Bettelheim depuis les années 1980
La théorie personnelle de Bettelheim veut que les enfants soient devenus autistes par manque d’amour des parents, et notamment de leur mère,. Bettelheim propose des méthodes violentes impliquant la séparation de l'enfant de son milieu familial, et accuse les mères d'être prémorbides et mortifères, ce qui lui vaut de nombreuses critiques,,. En particulier, l'article de Richard Pollak (repris dans Le Livre noir de la psychanalyse) et celui d'Agnès Fombonne mettent en lumière la violence de ses pratiques à l'égard des enfants et de leur famille, et leur impact sur la culpabilisation des mères d'enfants autistes par les professionnels de santé.
Bettelheim et ses collègues de l'école orthogénique déclarent publiquement être capables de « guérir l'autisme »,, attribuant la bonne évolution de la moitié des enfants au traitement qu'il applique ; dans deux biographies à son sujet, Bettelheim est aussi accusé de maltraitances sur ces enfants autistes.
D'après Richard Pollack, la théorie de la mère réfrigérateur défendue par Bettelheim est désormais abandonnée dans de très nombreux pays, dont les États-Unis, le Royaume-Uni et le Japon, mais reste défendue et enseignée en France en 2005 : « Bettelheim reste encore une sorte de héros, et bon nombre de psychiatres et de psychanalystes français semblent continuer de penser que les parents ont une part de responsabilité dans la pathologie de leurs enfants, qu’ils demeurent toujours coupables pour une raison ou une autre, même si ce n’est plus aussi crûment dit. ».
L'avis 102 du comité consultatif national d'éthique, rendu en novembre 2007 en France par Jean Claude Ameisen, incrimine la diffusion des idées défendues par Bettelheim comme étant responsable d'une souffrance inutile des mères d'enfants autistes en France. La théorie de Bettelheim est également citée comme responsable de l'absence de prise en charge éducative adaptée aux enfants autistes en France,.
Michelle Dawson, elle-même autiste, analyse le déplacement du stigmate des parents vers les personnes autistes dans son texte intitulé Bettelheim's worst crime (en français : « le pire crime de Bettelheim »), disant « Nous sommes passés de la « mère frigidaire » à « l'autiste-poltergeist ». Accusés jadis par Bettelheim d’être la cause de l’autisme, les parents sont aujourd’hui perçus comme ses victimes héroïques et tragiques. Profitant de la marge de manœuvre que la société accorde aux héros et aux martyres d’une cause, les parents se sont débarrassés de tout devoir de rendre des comptes aux autistes et ont pris le contrôle de la recherche et des agendas publics. Une vision catastrophiste de l’autisme signifie que toute enquête sur les revendications parentales est non seulement improbable, mais supposée répréhensible ».

### Tournant des années 1970 aux États-Unis: revers des théories psychanalytiques et autisme savant
Dans les années 1970 commence ce que Laurent Mottron appelle « la période scientifique de l’autisme » (Mottron, 2004). Alors que 
les théories psychanalytiques ont considérablement influencé la psychiatrie de l’enfant au début du XXe siècle, elles connaissent désormais « un revers tout à fait spectaculaire » : l'hypothèse psychodynamique est abandonnée, le DSM est révisé dans le but de remédicaliser la psychiatrie et l’essor des sciences cognitives participe à ce changement.
Les psychanalystes Myriam Perrin et Gwénola Druel-Salmane observent que parallèlement, un nouveau signifiant « s’accole à celui d’autisme : l’intelligence ». Tandis que Leo Kanner affirme en 1971 que trois des enfants observés en 1943 avaient acquis une autonomie « “grâce à leur obsessionnalité qui fut valorisée et orientée pour une utilisation pratique” » (Kanner, 1971) », la découverte de l'autisme savant, « tourne définitivement en désuétude l’image gravement déficitaire de la pathologie suggérée par les psychanalystes anglo-saxons », pour qui les « signes d’un potentiel intellectuel élevé » étaient des « cas d'idiots savants constitués d’enfants autistiques “guéris” (Tustin, 1972) ».

## "Approche" française de l'autisme
D'après le psychanalyste Alex Raffy, les psychanalystes français qui ont étudié l'autisme se répartissent principalement entre deux écoles : une traditionnelle, « d'obédience anglo-saxonne, associés à l'International Psychoanalytic Association », et les lacaniens. Toujours selon Raffy, « Chaque auteur a inventé un mythe ou une fantaisie sur l’origine de l’autisme, pour élaborer sa perspective clinique. Ces analystes ont eu le courage de s’y confronter, lorsque les autres professionnels les considéraient comme perdus pour leur famille et la société. Leur autre mérite est de ne pas les avoir pris pour des idiots incurables et de les avoir respectés, à l’écoute de toutes leurs expressions. À la suite des Anglo-Saxons opposant déjà autisme et schizophrénie infantile, les lacaniens après 1980 vont distinguer autisme et psychose infantile. ».
D'après le psychiatre Jean Cottraux, « la psychanalyse a décliné en France à partir de la mort de Jacques Lacan en 1981 [...] Cependant la conscience du déclin n'est véritablement apparue, chez les psychanalystes français, qu'après le rapport INSERM : trois thérapies évaluées en 2004 ».

### Dans le sillage de la théorie lacanienne
Selon Jean-Pierre Rouillon, l'abord de l'autisme d'après Jacques Lacan consiste à prendre en compte les modalités particulières du rapport de l’enfant autiste au langage : « Le signifiant, dans l’autisme, ne se présente pas sur son versant d’articulation, sur son versant de sens. Il se présente comme unique, comme tout seul, aussi bien sur le versant du commandement que sur le versant d’une satisfaction liée à ce qui résonne de sa substance sonore. Quant au dire, il ne doit pas se situer dans les rivages du sens, mais ouvrir par la voie du redoublement à l’émergence d’une écriture singulière où ce qui s’entend peut trouver à se satisfaire dans une adresse à l’autre. C’est dans cette adresse à l’autre que vient se dessiner le lieu d’une perte délivrant le sujet du sacrifice de son être. C’est cette voie qui permet au sujet autiste de construire un espace où s’appareiller dans son rapport au réel. Ce n’est pas le langage qui structure le monde de l’autiste, mais sa langue particulière, dès lors qu’elle lui donne matière à trouver une satisfaction dans un dialogue avec l’autre, satisfaction qui vient faire limite à l’exigence infinie de la jouissance. Le psychanalyste ne doit pas reculer devant l’autisme. C’est en effet, à partir de ce qu’il a pu extraire de sa propre analyse, qu’il peut offrir au sujet autiste qui y consent, la chance d’un dialogue au cours duquel peut se tisser dans une adresse inédite, une voie enfin singulière au-delà de la pulvérulence des entendus ».
Bishop et Swendsen notent que, bien que Lacan n'ait pas travaillé avec des enfants autistes, il continue d'exercer un attrait important sur les intellectuels français du domaine de l'autisme, alors que les intellectuels d'autres pays « moins crédules » considèrent son « verbiage cachant une pensée confuse » avec scepticisme.

### Françoise Dolto: Prise en charge et pratique
Françoise Dolto a commencé sa carrière au sein d'un mouvement de psychiatrie radicale, durant les années 1960 et 1970. Sa référence psychanalytique est surtout lacanienne, avec un intérêt particulier pour les idées de Jean Oury, Félix Guattari, et surtout Maud Mannoni. 

#### Hypothèses de Françoise Dolto
Avec Mannoni, Dolto analyse les « psychoses infantiles » à travers un référentiel antipsychiatrique, et y voit le résultat d'un environnement familial pathogène, causant une « rupture traumatique et très précoce du lien symbolique mère-enfant ». Son étude de cas la plus connue, Le cas Dominique, attribue à cet environnement familial la cause de la « psychose infantile »,. Dans son célèbre ouvrage La cause des enfants, elle déclare que « L’autisme, en fait, cela n’existe pas à la naissance. Il est fabriqué. C’est un processus réactionnel d’adaptation à une épreuve touchant l’identité de l’enfant »,, ce que le psychiatre Dominique Campion analyse comme une « variation grand public sur le thème de la mère fabriquant l'autisme ». Dans ses écrits, Dolto se limite à une stricte formulation d'obédience psychanalytique, classant l'autisme comme « une extension maximale de la psychose »[source secondaire nécessaire]. Dans une célèbre[réf. nécessaire][source secondaire nécessaire] interview parue dans Le Nouvel Observateur en 1968, la psychiatre relie ce qu'elle considère comme une affection psychiatrique à une « défaillance de la dynamique libidinale des parents », situant « l'origine de la dite psychose infantile autour de l'Œdipe des parents qui ne serait pas résolu »[source insuffisante][source secondaire nécessaire]. D'après la psychanalyste Laurence Darcourt, Françoise Dolto « emploie l'expression « tomber dans l'autisme », car « il s'agit d'une chute dans une image du corps du passé » ». 

#### Conséquences des hypothèses de Françoise Dolto
Les idées de Dolto influencent fortement les institutions pédopsychiatriques françaises, dont la plupart des services d'hôpitaux de jours publics et privés accueillant des enfants diagnostiqués comme psychotiques, puis autistes, durant les trois dernières décennies du XXe siècle. Le chercheur postdoctoral en histoire Richard Bates estime que le rôle de Françoise Dolto dans la compréhension et le traitement psychanalytique de l'autisme en France est « important », et qu'il a été « sous-estimé ».
Didier Pleux, Bishop et Swendsen, de même que Richard Bates,,, estiment que Dolto est responsable de la perpétuation de méconnaissances relatives à l'autisme,. Les opinions de Françoise Dolto ont en effet contribué à faire culpabiliser à tort de nombreuses mères françaises d'enfants autistes,,. Bates souligne que la pensée psychanalytique de Dolto s'est diffusée auprès d’un large public, tout particulièrement des mères, via une quarantaine d’ouvrages. Dans les années 2010, ces livres restent présents dans de nombreuses bibliothèques parentales et de psychologues,. Pleux note que de nombreux centres d'accueil pour enfants autistes continuent, en 2008, à accorder du crédit aux idées de Dolto à propos de l'autisme. 
Bishop et Swendsen soulignent enfin un effet néfaste de la théorie de la sexualité infantile soutenue par Françoise Dolto, qui déclare, à diverses reprises dans ses œuvres et dans certaines interventions radiophoniques, que l'enfant cherche des relations sexuelles avec des adultes : ils estiment que la mobilisation de ces idées a pu servir à justifier et garder impunies des agressions sexuelles (dont l'inceste) et des maltraitances d'enfants autistes.
Plusieurs psychanalystes se sont exprimés dans la presse française pour soutenir Françoise Dolto. Jean-Pierre Winter déclare qu'« On a cru que Dolto les [parents] culpabilisait, alors qu'elle leur disait "ce n'est pas de votre faute, c'est de votre fait" » ; Willy Baral soutient quant à lui Françoise Dolto « a humanisé les liens avec les enfants autistes ». Pour Bernard Golse, qui s'exprime dans Ça m'intéresse, « du fait que plus personne ne dit que l'autisme est une maladie psychique pure, la pluralité des facteurs en cause rend le message de la pédopsychiatre un peu moins percutant. Mais alors que les jeunes parents sont de plus en plus préoccupés par l’éducation, [...], la parole de Françoise Dolto demeure une référence ».

### Autres auteurs
Dans les années 1990, Rosine et Robert Lefort esquissent une approche de l’autisme comme une structure subjective différente de la psychose. Cette intuition est exploitée dans le courant lacanien à partir de la thèse d’Eric Laurent[Qui ?], selon laquelle dans l’autisme la jouissance fait retour sur le bord, c’est-à-dire en premier lieu sur les objets autistiques. Jean-Claude Maleval cherche à préciser la spécificité de la structure autistique en la caractérisant par une rétention des objets de la pulsion, pas une aliénation retenue dans le langage, et par un appareillage de la jouissance par le bord. Cette approche ne prône pas une interprétation du présent par le passé, mais une construction du sujet en prenant appui sur les fonctions protectrices, régulatrices et médiatrices du bord.

### Conceptualisation actuelle
Selon Mottron et Feinstein, à partir des années 1960-1970, les théories psychanalytiques de l'autisme sont progressivement abandonnées, à l'exception de deux régions du monde : la France (et la Suisse romande), et l'Amérique latine (en Argentine tout particulièrement, où l'enseignement des idées de Jacques Lacan et de Melanie Klein reste vivace). Pour les chercheurs Dorothy Bishop (professeure de neuropsychologie du développement à l'Université d'Oxford), et Joel Swendsen (professeur de psychologie clinique au CNRS), la France est le cas le plus connu de pays continuant à prendre au sérieux la psychanalyse dans le domaine de l'autisme, au contraire des orientations prises dans la grande majorité des autres pays du monde. La psychanalyse n'est pas même listée parmi les interventions en autisme par le NICE (National Institute for Health and Care Excellence), car unanimement considérée comme inutile dans l'approche d'une condition dont l'origine est génétique.
Pour le psycholinguiste (ENS) Franck Ramus, l'abandon de l'approche psychanalytique s'explique « parce qu’elle n’apporte rien à la connaissance de l’autisme, tout simplement » ; il ajoute que les psychanalystes « se réfèrent à un modèle théorique des maladies mentales qui n’a aucune validité scientifique ». Cette observation est partagée par le Pr Jonathan Green (université de Cambridge), pour qui « la théorie sous-jacente à l’utilisation de la psychanalyse, c’est-à-dire comprendre l’autisme – c’est la base de l’intervention –, est fausse du point de vue scientifique ». Bishop et Swedsen soulignent, en 2020, le fait que « les problèmes plus profondément enracinés [de la psychanalyse dans l'autisme] sont le manque de bases factuelles pour la psychanalyse et l'accent mis sur les relations sexuelles entre enfants et adultes, ce qui diabolise les mères et peut exposer les enfants à des abus ». Ils notent que « de plus, la psychanalyse en France est protégée de la critique par de puissants réseaux éducatifs et politiques ».

#### Marie-Christine Laznik et Atelier-classe PREAUT
Une hypothèse plus récente, de Marie-Christine Laznik, évoque un défaut du « troisième temps pulsionnel oral »[réf. nécessaire]. D'après Freud, qui a décrit les trois temps du développement pulsionnel du bébé, dont le dernier est celui où le bébé se fait l'objet de satisfaction de l’Autre, après s'être élancé vers l'objet de satisfaction et s'être retourné sur lui-même dans le stade auto-érotique, le second stade, le troisième temps en question de l'organisation pulsionnelle de l'enfant consisterait selon Lacan en « une apparente passivité dans laquelle quelqu’un se laisse regarder, se laisse manger… dans le jeu du faire semblant ». À partir de 1995, Laznik explore cette hypothèse à partir des textes et séminaires de Jacques Lacan. En 2017, elle estime que le travail collectif dans le cadre de l'association PREAUT confirme la justesse de son point de vue[source secondaire nécessaire].
La sociologue française Lise Demailly souligne que l'association PREAUT (à travers la citation d'un article de M. Allione) fait partie des rares acteurs du champ de l'autisme à soutenir qu'il soit « guérissable ». Selon l'ingénieur et psycholinguiste Franck Ramus, la « conception théorique fumeuse » énoncée par Mme Laznik n'a jamais été validée scientifiquement.

#### Effets de l'approche française sur les élèves autistes
En 2012, la professeure et responsable de formation à l'Institut national supérieur de formation et de recherche pour l'éducation des jeunes handicapés et les enseignements adaptés (INSHEA) Christine Philip souligne les effets de l'approche psychanalytique de l'autisme en France sur la scolarisation des élèves. L'autisme ayant longtemps été considéré comme une psychose par les psychanalystes français, pour les enfants diagnostiqués comme autistes « l’éducation n’est pas exclue, mais elle est remise à plus tard, lorsque l’enfant ira mieux ». À partir des années 1980, « sous la pression des associations de parents », une scolarisation en milieu ordinaire est mise en place dans des classes intégrées, puis dans les CLIS et les ULIS à partir des années 1990, enfin dans les classes ordinaires des écoles et collèges à partir des années 2000. Philip note qu'« en une trentaine d’années, nous avons assisté à un changement complet de perspectives, de regards et de pratiques dans ce domaine, grâce en grande partie à l’action des personnes concernées elles-mêmes, les parents d’abord et les personnes avec autisme ultérieurement. Ainsi ces personnes, qui étaient au départ appréhendées comme des malades psychiatriques qu’il fallait soigner dans des lieux séparés, sont aujourd’hui considérées comme à éduquer et scolariser, en priorité en milieu ordinaire ».
Dans le contexte d'une analyse du taux de scolarisation des élèves autistes, la journaliste indépendante Isabelle Gravillon note que l'« impossibilité chez certains professionnels à travailler main dans la main, pour le bien-être des enfants autistes et des familles » résulte d’« une spécificité historique » de la France, qui, « pendant de nombreuses années, a mis en avant la psychanalyse comme seul moyen de soigner l’autisme ».

## L’autisme en psychanalyse aujourd'hui: situation et controverses

### Critiques de l'approche psychanalytique

#### Critiques du «soin» d'inspiration psychanalytique
D'après Casanova et al., l'application de la théorisation psychanalytique, préconisant une séparation familiale, entraîne l'exposition des enfants autistes à des interventions parfois douloureuses. Steve Silberman cite en exemple l'une des patientes autistes d'Ole Ivar Løvaas, qui subit à la fois les conséquences de l'interprétation de ses comportements d'automutilation sous l'angle de la théorie psychanalytique (séparation parentale et interprétation du comportement comme résultant d'un sentiment intériorisé de culpabilité), et l'application de l'analyse appliquée du comportement (ABA) de l'époque (correction des comportements d'auto-mutilation par punition, jusqu'à leur cessation).
La pratique psychanalytique a toujours considéré l'autisme comme un trouble affectif devant uniquement être pris en charge au niveau psychiatrique, mettant de côté d'autres possibilité de recherche quant aux possibilités d'autres causes, telles que la recherche génétique. L'exclusivité de ce type de soins durant des décennies entraîne une critique assez sévère de la prise en charge de l'autisme par la haute autorité de la santé le 06 mars 2012.
Le Dr en histoire Richard Bates, en 2018, analyse que le retard de la France en matière de respect des droits humains fondamentaux des personnes autistes (scolarisation, vie autonome, accès au diagnostic...) est dû à l'influence de la psychanalyse, et en particulier celle des théories de Jacques Lacan et de Françoise Dolto. Le pédopsychiatre et psychanalyste Didier Houzel mentionne (en 2018) que « l'application de la psychanalyse au traitement des autistes persiste malgré toutes les attaques dont elle fait l'objet ».

#### Critiques dans l'application des théories
La notion d'autisme a connu des ruptures de l'acceptation clinique en psychiatrie, des flottements et des ruptures dans les conceptions en psychanalyse, et de véritables conflits entre praticiens et parents qui se sont même soldé en France par une intervention politique d'une haute autorité de la santé.
- la causalité : les origines étiologiques et en particulier le sujet de l'accusation des mères ;
- la classification : en particulier l'inclusion ou pas aux psychoses ;
- le conflit social : une guerre de clan sur fond de pertinence et la nécessité de tel ou tel soin.

D'après Silberman, l'essor du mouvement de la neurodiversité aux États-Unis découle indirectement des définitions successives de l'autisme données dans le DSM. La troisième édition, fortement imprégnée des théories psychanalytiques et des travaux de Leo Kanner, connaît un succès planétaire, entraînant la pose du diagnostic d'autisme sur un grand nombre de personnes à travers le monde, en raison de ses critères plus inclusifs que dans les éditions précédentes. La quatrième édition du DSM, qui élimine les références à la psychanalyse pour définir l'autisme, propose des critères plus inclusifs encore. 
En France, la référence des praticiens pour poser les diagnostics est plutôt la CFTMEA, très imprégnée de psychanalyse. D'après le sociologue américain Gil Eyal, à la suite d'une comparaison des diagnostics d'autisme entre 17 pays développés sur la période allant de 1966 à 2001 — effectuée par Éric Fombonne —, la prévalence de l'autisme en France est la plus basse parmi tous ces pays. Il l'explique par « le prestige que la psychanalyse continue de revêtir en France », par la spécificité des critères diagnostiques de la CFTMEA, et par le très haut taux d'institutionnalisation des personnes autistes en France, de loin le plus élevé d'Europe.
Au niveau international, l'autisme est sorti de la catégorie des psychoses, et considéré comme un trouble neuro-développemental. En revanche, des psychanalystes français continuent de soutenir qu'« il ne semble y avoir ni évidence clinique, ni évidence théorique, à considérer l’autisme comme en dehors du champ des psychoses précoces ».
Bishop et Swendsen soulignent que les enfants autistes sont « sans défense face à l'interprétation de leurs pensées et motivations » par l'analyste, interprétations par ailleurs non-confirmées scientifiquement. Pour eux, « dans ses formes les plus extrêmes, [la psychanalyse] peut causer des dommages aux parents, en particulier aux mères, qui sont diabolisées à la fois parce qu'elles sont trop impliquées et trop éloignées de leurs enfants, et aux enfants eux-mêmes ».
En s'appuyant sur une comparaison entre « la psychanalyse du nourrisson et de l’enfant exposée par Frances Tustin et ses collègues et la psychologie du développement et les neurosciences », l'universitaire Dianna T. Kenny (Université de Sydney) montre que « l’étude du développement infantile au sein de la psychanalyse » repose sur « une théorisation erronée et l’incapacité à intégrer la recherche scientifique sur le développement infantile dans leurs théories et leur pratique ». Elle conclut également que la pratique thérapeutique basée sur l'adhésion[pas clair] à Frances Tustin a donné « des perceptions erronées de résultats thérapeutiques « réussis » ».

##### Sur les «parentectomies»
L'application des théories reposant sur la maternité mortifère a conduit à des « parentectomies », via la séparation des enfants autistes de leur famille, suivie de leur placement,,,. Ces parentectomies sont elles-mêmes à l'origine de grandes souffrances pour les enfants autistes et leur famille. Plusieurs expériences de re-placements d'enfants autistes chez de nouvelles familles (nommées rebirthing therapies aux États-Unis) se sont révélées non concluantes, ou pire, ont entraîné une souffrance accrue chez ces enfants. En France, selon Christine Phillip, l'affaire Rachel est « emblématique » de ces placements d'enfants autistes jugés abusifs par leurs familles, placements justifiés par le référentiel psychanalytique, car « les professionnels qui tiennent les postes clés […] sont majoritairement encore formés à l’approche psychanalytique. Ce qui engendre, dans cette affaire Rachel comme dans bien d’autres, beaucoup de difficultés comme les familles le déplorent ».

#### De la théorie à l'étiologie (critiques)
D'après le Dr Thomas Richardson, psychologue clinicien britannique, citant Peter Hobson (en) (2005), « la plupart des premiers psychanalystes croyaient que l'autisme était psychogène, [idée] que l'on retrouve encore aujourd'hui dans ces approches ». Meltzer (1975) a développé un modèle étiologique basé sur le démantèlement de l'ego, selon lequel les enfants autistes divisent leur moi entre différents sens, de sorte qu'ils ne peuvent jamais percevoir correctement le monde qui les entoure, et que toutes leurs sensations sont combinées. Le modèle étiologique de Tustin (1977) se basait sur la peur qu'a l'enfant d'une discontinuité entre son corps et l'extérieur, le nourrisson autiste se protégeant de cette peur en construisant une illusion selon laquelle il ne ferait qu'un avec le monde extérieur. 
Si l'autisme n'a pas de définition autre que celle d'un état clinique défini et observé, il n'en est pas moins soumis à la question récurrente du caractère acquis ou inné de l'ensemble des cas alors même que certains parlent des autismes au pluriel[source insuffisante].
Historiquement on trouve dès l'essai de Jung en 1906 l'idée d'« une causalité qui ne peut être déterminée », ce sur quoi il postule « la mise en cause d'un facteur métabolique ou d'une prédisposition organique cérébrale ».
En 1943 Kanner explique clairement dès qu'il définit le trouble qu'il a de purs exemples de caractère inné de trouble autistique du contact affectif (appellation d'origine de ce qui est ensuite communément appelé autisme). Il est néanmoins à l'origine de ce qui sera repris dans l'accusation des mères.
D'après Demailly (2019), les partisans de l'approche psychodynamique de l'autisme membres de l'association PRÉAUT, tels que Marie Allione, soutiennent que l'autisme serait guérissable,. 

##### Sur la théorie des «mères réfrigérateurs» de Kanner et ses suites
Pour Leo Kanner, l’autisme est « une maladie, au même titre que la phénylcétonurie » : elle se caractérise par un « trouble inné de la communication ». Toutefois — au début du moins —, Kanner remarque « chez les parents un profil singulier : une mère qu’il décrit comme faussement affectueuse, superficielle, en fait froide voire « réfrigérateur » [...], un père intellectuel, perdu dans ses pensées ou ses soucis de carrière. ». Selon Jacques Hochmann, « réfrigérateur » est le mot de Kanner et non celui de Bettelheim à qui il a été « fautivement attribué » et qui « ne l’a jamais prononcé ».
Dans sa description princeps, Leo Kanner observe et écrit en effet que les parents des enfants « autistes » sont froids ou distants, comme « laissés dans un réfrigérateur qui ne dégivre pas ». En 1958, l'Université Yale, qui dispose d'une unité de soins en autisme, est totalement dominée par l'enseignement psychanalytique. La neurologue américaine Mary Coleman estime que Kanner est influencé par les aspects antiféministes de la théorie psychanalytique de son époque, ce qui entraîne une application subséquente fortement orientée contre les mères.
D'après Patrick Zimmermann, cité par Richard Pollak dans Le Livre noir de la psychanalyse, Bruno Bettelheim, qui n'inclut pas dans sa reprise de la notion d'autisme les causes innées, a repris cette idée pour dénoncer une cause d'origine maternelle. Psychothérapeute et dit « psychanalyste autodidacte », il a vulgarisé une approche de l'autisme associé aux situations extrêmes dont la déportation qu'il avait lui-même vécue, et identifiait dans le « repli autistique » la preuve d'un traumatisme. Il précise « Ce n'est pas l'attitude maternelle qui produit l'autisme, mais la réaction spontanée de l'enfant à cette attitude », mais aussi que « Tout au long de ce livre, je soutiens que le facteur qui précipite l'enfant dans l'autisme infantile est le désir de ses parents qu'il n'existe pas. »
Cette conception continue d'être associée à l'approche psychanalytique, notamment au travers de l’expression « mère réfrigérateur », et exerce une importante influence sur l'approche psychanalytique de l'autisme en France. Cette théorie est mobilisée malgré l'absence de toute étude avec groupe de contrôle qui permettrait de la confirmer, et en particulier l'étude de Allen et al. (1971), qui n'a déterminé aucune différence de profil psychologique entre les parents d'enfants autistes ou avec un retard mental, et les parents des enfants du groupe de contrôle. Cette théorie causale d'une mauvaise relation maternelle est largement mobilisée par les psychiatres-psychanalystes français pour expliquer l'autisme chez l'enfant, menant à une révolte des associations de parents, qui portent ce débat dans les médias durant les années 1980 et 1990. En 2002 sort le documentaire Refrigerator Mothers qui, d'après André Feinstein, « ne laisse aucun doute quant aux cicatrices émotionnelles infligées aux mères après le diagnostic de leur enfant », expliquant le militantisme ultérieur de ces mères contre l'approche psychanalytique. 
Les psychanalystes Perrin et Salmane estiment que les thèses de Bettelheim, mises en exergue par les opposants à la psychanalyse, sont restées minoritaires, y compris dans son propre camp, ce alors que Bishop et Swendsen estiment au contraire que leur influence fut et reste très importante en France. Le psychiatre-psychanalystre Abram Coen déclare en 2004 que les praticiens d'inspiration psychanalytique ont abandonné ces théories, et mettent l'accent sur une position éthique de respect de la souffrance des patients et de leur famille. Cependant, pour Bishop et Swendsen, commentant un article de Didier Houzel en décembre 2020, « soutenir que la psychanalyse ne blâme pas les parents semble malhonnête », et « en France, le rôle des parents, surtout les mères, en tant que cause des troubles, a été une caractéristique essentielle du travail psychanalytique avec les enfants » (notamment dans les écrits de Françoise Dolto). 
Cette culpabilisation des parents d'enfants autistes par des analystes, qui leur imputent la responsabilité du handicap de leur enfant, se perpétue en France, comme le démontrent l'enquête de la sociologue française Cécile Méadel publiée en 2005 (à partir d'une liste de discussion de l'association Autisme France) ; les films documentaires de Sophie Robert publiés de 2012 à 2018 ; ainsi que les témoignages de nombreux parents à ce sujet, dont Francis Perrin. D'après Méadel, « cette interprétation psychanalytique de l’autisme est encore largement mobilisée, non seulement dans un espace public large qui va des médias à leurs collègues de travail ou leur famille, mais aussi chez les professionnels des soins. Les trajectoires des parents montrent la prégnance de ces approches de l’autisme chez les professionnels de la santé et de l’éducation. Régulièrement, reviennent sur la liste, suscitant toujours la même solidarité et la même révolte, des récits d’épisodes douloureux qui ont vu la responsabilité du handicap imputée aux parents ».

#### Débats autour de l'efficacité de la psychanalyse
La psychothérapeute Paula Jacobsen publie une étude comparative entre plusieurs psychothérapies en 2004, concluant à l'inefficacité des approches psychanalytiques dans le cas du syndrome d'Asperger. Comparant l'approche psychanalytique et l'approche cognitive de l'autisme dans le cadre d'une analyse comparée de la littérature scientifique, en 2008, le Dr Richardson précise qu'aucune des deux ne peut prétendre guérir l'autisme, « même si, à l'heure actuelle, il y a plus de preuves qui suggèrent que les approches cognitives ont le plus grand potentiel pour améliorer le pronostic des enfants autistes ».
Tony Attwood déconseille, en 2012, le recours à une thérapie psychanalytique mère-enfant dans les cas des personnes avec syndrome d'Asperger, pour éviter une culpabilisation inutile des mères, précisant que « de façon générale, la technique des thérapies psychanalytiques est mise à mal avec les patients présentant un syndrome d'Asperger ».
D'après le rapport de la Haute Autorité de santé rendu en mars 2012, l'utilité de la psychanalyse pour les personnes autistes reste « non démontrée ». Ce rapport range les « approches psychanalytiques » et la « psychothérapie institutionnelle » parmi les « interventions globales non consensuelles » puisqu’il ne s’avérait pas possible de conclure à la pertinence de ces interventions en raison « d’absences de données sur leur efficacité et de la divergence des avis exprimés ». Depuis lors, trois études ont été produites venant à l’appui d’une efficacité de diverses approches inspirées par la psychanalyse pour la prise en charge des enfants autistes[réf. nécessaire]. Elles sont mentionnées ci-dessous (Thurin, Cornet, Touati).
« Approches psychothérapeutiques de l’autisme. Résultats préliminaires à partir de 50 études intensives de cas » est publié en 2014 dans « Neuropsychiatrie de l’enfant et l’adolescent » par J-M Thurin et ses collaborateurs. Cette étude porte sur 50 psychothérapies d’enfants autistes suivis pendant un an par des thérapeutes dont les références théoriques sont différentes, mais parmi lesquels les psychanalystes sont largement majoritaires (82 %). Sébastien Ponnou, psychanalyste, déclare que la méthodologie en est rigoureuse, car elle s’efforce de répondre aux critères de preuve de l’American Psychological Association concernant les études intensives de cas individuels. Les résultats appuient l’idée que la psychothérapie, menée dans des conditions naturelles, par des praticiens expérimentés formés à la spécificité de l’autisme, est associée à des changements significatifs. « Ces changements concernent les comportements autistiques (qui se réduisent), le développement (qui s’exprime statistiquement et cliniquement, notamment par des gains d’aptitudes), et le fonctionnement intrapsychique (qui se traduit par une réduction des réponses émotionnelles et une facilitation de la relation au monde et aux autres). Ainsi, les enfants n’ont pas seulement réduit leurs symptômes et acquis de nouvelles fonctionnalités, ils ont aussi accru leur sentiment de sécurité intérieure et amélioré leur représentation du monde et des autres, ce qui augure d’une capacité croissante de faire face à des stress courants ».
Selon Franck Ramus, cette étude « utilisée pour défendre l'intérêt de la psychanalyse pour l'autisme auprès des pouvoirs publics » présente de graves problèmes méthodologiques (absence de groupe de contrôle) et de conflit d'intérêts de ses auteurs ; il en conclut que « les limites méthodologiques de l'étude sont telles qu'il est évident que cet article, même traduit, n'aurait eu aucune chance d'être accepté dans une revue internationale de psychiatrie faisant preuve d'un minimum d'exigence scientifique »
Une autre étude a été publiée en 2017 dans l’Évolution psychiatrique réalisée par des cliniciens se référant à une approche institutionnelle lacanienne mise en œuvre à La Coursive à Liège en Belgique. Vingt-quatre enfants autistes âgés en moyenne de 7 ans et 5 mois y ont participé. Les changements ont été évalués deux ans après leur admission. Les résultats attestent une progression statistiquement significative dans tous les domaines abordés par l’échelle du Vineland (communication, autonomie, motricité et socialisation). L’étude établit qu’en respectant certains préalables, il est possible de se faire le partenaire de l’enfant autiste et de lui servir d’appui propre à animer une dynamique subjective. 
Une troisième étude, dépourvue de groupe de contrôle, est publiée en 2016. Elle porte sur une pratique institutionnelle orientée par la psychanalyse, celle de l’intersecteur du XIIIe arrondissement de Paris. Il s’agit d’une pratique de pédopsychiatrie éclectique, utilisant des moyens diversifiés de traitement : il est fait appel à des actions pédagogiques, psychosociales et éducatives, comprenant des psychothérapies, de l’orthophonie, de la psychomotricité, des groupes de langage, des psychodrames, des entretiens parentaux et des réunions de parents, etc. Pour les psychothérapies l’abstinence analytique est considérée comme inappropriée et même délétère. Les résultats de cette recherche-action concernent les 138 patients de la file active de l’année 2010 correspondant aux critères du diagnostic TED (Troubles envahissants du développement) de la CIM 10. Parmi ceux-ci à une approche plus fine 85, soit 62 %, furent considérés comme « à fonctionnement psychotique prévalent », et seulement 53, soit 38 % « à fonctionnement autistique prévalent ». L’âge moyen d’entrée pour les autistes était de 3 ans et deux mois, et la durée moyenne de traitement de 4, 3 ans. Au terme, concernant les sujets autistes, une évolution très positive est constatée pour 20,8 % des enfants, une évolution positive pour 39,6 %, une évolution moyenne ou faible pour 30,2 %, et une absence d’évolution significative pour 9,4 %, ce que les auteurs analysent comme « excellent » comparé à ce qui est obtenu par d’autres méthodes. Bien cette évaluation porte sur la pratique d’un intersecteur de pédopsychiatrie, qui n’est pas spécialisé dans le traitement de l’autisme, il apparaît, notent les auteurs, que les résultats « ne correspondent en rien aux annonces nombreuses d’inefficacité des traitements non exclusivement comportementalistes »
Les scientifiques internationaux réunis en avril 2017 dans le cadre de la préparation du Quatrième plan autisme en France s'accordent sur l'absence de preuve d'efficacité de cette approche, et sur les risques qu'elle fait courir aux personnes autistes.
Le Pr Tony Charman (King's College de Londres) déclare qu« il n’existe aucune preuve pour une approche psychanalytique dans le traitement des jeunes enfants avec autisme ». La Pr Amaia Hervás Zúñiga (Université de Barcelone, Espagne) dit « nous savons que la psychanalyse ne peut rien faire, et nous sommes totalement opposés à cette approche ». Le Dr Jonathan Green déclare « qu’il n’existe pas de preuve, nulle part dans le monde, qui soutienne le recours à la psychanalyse », la Pr Nadia Chabane (CHUV de Lausanne) que « nous n’avons aucun élément aujourd’hui en faveur d’un accompagnement des TSA par la psychanalyse ». Le Dr Kerim Munir (Boston Children's Hospital), pour qui « il faut que la position concernant la psychanalyse soit sans équivoque », souligne l'existence « des lobbies et des groupes de pression qui militent en faveur de ce genre de traitement », et la réticence à tester scientifiquement l'efficacité d'une telle approche. Green conclut qu'une approche psychanalytique peut avoir des incidences négatives sur les familles, et que les scientifiques internationaux interrogés par Claire Compagnon sont « unanimes quant aux risques potentiellement liés à ce genre de traitement ». 
Clarisse Vautrin membre du cercle zététique du Languedoc Roussillon, conclut dans sa présentation des dérives dans l'autisme, en 2019, qu'il n'y a « pas d’éléments tangibles ni d’expériences reproductibles en faveur des théories et pratiques psychanalytiques », ajoutant qu'« en France : la psychanalyse recule dans les universités mais reste largement pratiquée ».

#### Confrontation théorique et sociale
Une bataille de l'autisme existe à l'échelle internationale. Elle est organisée socialement en plusieurs mouvements aux frontières dogmatiques bien établies, mais peut-être plus poreuses qu'il n'y paraît. D'après la sociologue française Lise Demailly, l'implication d'une controverse autour de la psychanalyse est une spécifité culturelle française. Ce débat social est notablement absent au Québec, où l'approche psychanalytique de l'autisme est depuis longtemps abandonnée dans les milieux scientifiques et médicaux. Ce débat est erronément réduit, en France, à une opposition binaire entre partisans des TCC et partisans de la psychanalyse, mais il implique de plus nombreux acteurs, dont les militants eux-mêmes autistes, inscrits hors de ce schéma binaire. L'opposition entre TCC et psychanalyse ne permet généralement pas aux personnes autistes de se reconnaître dans les philosophies d'intervention, ni dans les pratiques. 
Les psychiatres-psychanalystes français sont à la fois très fortement attaqués, et désavoués par les pouvoirs publics,. Le 2 avril 2018, la secrétaire d'État Sophie Cluzel, interrogée sur le financement des hôpitaux qui pratiquent des approches psychanalytiques sur Europe 1, répond que ce financement n'est « pas à propos ». L'année suivante, Claire Compagnon, responsable de l'application du 4e plan autisme, déclare sur Public Sénat que « la psychanalyse n'est pas une thérapeutique de l'autisme ». D'après Demailly, les psychanalystes « continuent néanmoins à déployer une production intellectuelle importante en terme éditorial, mais pas dans les revues « scientifiques ». ». Ces psychiatres-psychanalystes français ont créé des associations et des regroupements pour défendre leurs pratiques (CIPPA...), et se sont rapprochés de certaines associations de parents, telles que « La main à l'oreille »,. Ils défendent désormais une pratique dite « intégrative », ce que leurs adversaires estiment être « une tromperie, un masque des positions psychanalytiques ».
Les critères diagnostiques de la CFTMEA, qui font historiquement appel aux théories psychanalytiques, classent l'autisme dans la catégorie des « psychoses précoces », à côté de la schizophrénie. La Fédération Française de Psychiatrie impose depuis 2005 de préciser une correspondance selon les références internationales (CIM-10) et la CFTMEA.
L'autisme est désormais un sujet très largement traité dans la littérature francophone, tant dans le domaine du témoignage de parents, que dans ceux de l'autobiographie, de la fiction et de la bande dessinée. Parmi les œuvres traitant de la psychanalyse et de l'autisme, figurent ainsi le témoignage Gabin sans limites de Laurent Savard (paru en 2018), et la bande dessinée Le psychanalyste parfait est un connard, parue en 2016. D'après Alexandra Struk Kachani, l'émergence de l'autisme dans les médias a fortement évolué depuis les années 1960, passant d'une représentation quasi-exclusivement sous l'angle de la psychanalyse à une représentation fortement influencée par les positions des familles. Elle note aussi un intérêt médiatique marqué depuis 2012 par une opposition entre ce qu'elle nomme la « coalition éducative » (conception de l'autisme comme handicap et accent sur l'accès à l'éducation) et la « coalition psychanalytique » (conception de l’autisme comme une maladie psychique nécessitant une prise en charge sanitaire et médicale d’orientation psychanalytique).
Le rédacteur en chef de Psychologies Magazine, Arnaud de Saint Simon, prend position pour la psychanalyse dans un éditorial en 2016.

##### Associations de parents
L'historien des sciences Jonathyne Briggs souligne que les parents d'enfants autistes français, particulièrement les mères, ont initialement collaboré avec les professionnels du soin (dont ceux formés à l'approche psychanalytique), puis sont peu à peu entrés en résistance contre ces mêmes professionnels, dès lors qu'ils les ont accusés d'être à l'origine des troubles de leurs enfants.
D'après Demailly, les associations de parents d'enfants autistes françaises (à l'exception de quelques-unes) dénoncent des maltraitances contre leurs enfants et eux-mêmes, commises « par les psychiatres, les psychanalystes et l’État »,. Elle cite en exemple l'association Vaincre l'autisme, qui a « été au centre du mouvement de  non-recommandation du packing », érigé en « symbole de la psychanalyse ». L'action de ces associations est caractérisée par une influence sur les pouvoirs publics, une pénétration médiatique, et par la silenciation des personnes autistes elles-mêmes. Perrin et Salmane précisent que c'est surtout l'association Autisme France qui travaille à rattacher l'autisme au champ du handicap (ce qui sera effectif en 1996), en refusant de collaborer avec les psychiatres et psychanalystes, accusés de culpabiliser les parents.

##### Contre la psychanalyse dans les médias: le documentaireLe Mur(2011)
Selon le conseiller et psychothérapeute Maurice Vaughan, en 2011, la sortie du film documentaire Le Mur, de Sophie Robert, et surtout la bataille judiciaire que cette sortie entraîne, créée une polémique en France et une vaste attention médiatique internationale, avec des articles dans The New York Times et sur BBC News. Selon l'ancienne directrice d'AFG autisme, Valérie Lödchen, ce film fait appel à un raisonnement par l'absurde pour montrer le décalage entre le discours des psychanalystes et les connaissances scientifiques sur l'autisme. D'après Maurice Vaughan, les principes psychanalytiques appliqués aux enfants autistes et présentés dans Le Mur relèvent principalement de l'approche lacanienne. Selon la philosophe et psychosociologue Brigitte Axelrad, ce documentaire accuse les orientations psychanalytiques des psychiatres français d'être responsables de graves carences dans l'accompagnement des personnes autistes, et d'une souffrance des mères d'enfants autistes. Selon Maurice Vaughan, la controverse internationale éclate lorsque ce film est interdit de diffusion par décision de justice en janvier 2012. 

##### À propos des réseaux de personnes autistes et de la communauté autiste
Le mouvement pour les droits des personnes autistes critique à la fois la psychanalyse, et la thérapie cognitivo-comportementale. Le chercheur français en sciences sociales Alain Giami dresse un parallèle entre la situation de ces militants et celle des personnes transgenre, en termes de démédicalisation et de dépathologisation, et de rejet des approches psychanalytiques. D'après le psychanalyste Alex Raffy, « les autobiographies d’autistes fournissent des témoignages accablants sur leurs expériences psychanalytiques (catéchisme freudien désuet) ». 
La Suédoise Gunilla Gerland milite activement contre la psychanalyse, notamment à travers son manifeste de 1998, dans lequel elle écrit (d'après la traduction de Brigitte Chamak) que « nombre d'entre nous qui sont autistes de haut niveau ont été analysés en vertu du modèle psychodynamique/psychanalytique, souvent par des thérapeutes bien intentionnés, mais la plupart d'entre nous n'en a retiré aucune aide, beaucoup se sont sentis dégradés, et certains en ont été blessés »,. Son manifeste précise notamment que les théories de la relation d'objet ne sont pas pertinentes pour prétendre comprendre l'autisme. Elle témoigne avoir été mise en souffrance par des interprétations erronées de son vécu intérieur durant ses quatre ans de cure psychanalytique, et mentionne des pairs qui ont eux aussi témoigné avoir souffert d'être analysés par le biais d'un référentiel psychanalytique inadapté,. Dans une traduction anglaise d'ouvrage parue en 2012, elle explique avoir rencontré de nombreux praticiens formés à la psychanalyse qui choisissent d'ignorer les connaissances neurologiques sur l'autisme, et se réfèrent aux mauvaises relations avec la mère.
Temple Grandin n'a pas été confrontée à la pratique psychanalytique, et fait appel à un modèle uniquement biologique dans sa description de l'autisme. Elle rejette toute théorisation psychodynamique de l'autisme.
Dans son autobiographie Je suis à l'Est ! (2012), Josef Schovanec raconte « la froideur psychanalytique, la camisole chimique et l'erreur diagnostique », dans le cadre d'un suivi de cinq ans par l'un des psychanalystes les plus réputés de Paris. D'après le résumé qu'en fait le psychanalyste Hervé Bentata, ce praticien pose un faux diagnostic de schizophrénie et provoque, avec l'un de ses collègues, une neuroleptisation qui conduit Josef Schovanec à « un état d’apathie végétative ». Selon le psychanalyste Jean-Noël Trouvé, Josef Schovanec livre un témoignage « féroce » de son expérience de la psychanalyse, et y témoigne de son « regret de ne pas avoir interrompu plus tôt ces séances ». Il dénonce des « techniques psychanalytiques inappropriées » avec « pertinence », selon le psychanalyste français Jean-Claude Maleval. Selon Trouvé, Josef Schovanec « renvoie dos à dos les psychanalystes et les comportementalistes », et réfute que la psychanalyse ait la moindre utilité pour une personne autiste, en comparant les psychanalystes à des « chamans, imaginant faire faire un pas de géant aux autistes par la seule magie de leur influence ».
La Dr en littérature française Vivienne Orchard analyse la résistance de la famille de l'écrivain Hugo Horiot à l'influence de la psychanalyse en France, notamment à travers l'autocensure d'une phrase prononcée par Hugo Horiot dans le roman Le Petit Prince cannibale de Françoise Lefèvre, visant à éviter que des psychanalystes puissent l'accuser d'inceste. Son fils, Hugo Horiot, s'oppose à la psychanalyse tout au long de son œuvre L'empereur, c'est moi (Prix Paroles de patients 2013), notamment dans le chapitre « Cannibale toi-même » qui « culmine en une attaque elliptique contre la psychanalyse ». Dans Carnets d'un imposteur, Hugo Horiot explique que l'approche psychanalytique l'a laissé « sans défense » durant son parcours scolaire, et que seule la pratique du théâtre a représenté pour lui une « thérapie ». 
Dans L'autisme expliqué par un autiste (2021), Thibaud Moulas déclare que « la psychanalyse a eu un impact catastrophique sur la vie des autistes », citant notamment des placements abusifs d'enfants autistes, fallacieusement décrits comme psychotiques ou comme victimes de maltraitances parentales (tels que l'affaire Rachel) ; il ajoute que le psychanalyste français Michel Botbol a soutenu publiquement en 2015 que le syndrome de Münchhausen par procuration d'une mère pourrait causer l'autisme chez son enfant, et que « cette croyance psychanalytique que la maltraitance cause l'autisme reste encore très présente en France ».
Selon Brigitte Chamak, l'interprétation des témoignages peut présenter des difficultés et nécessite de connaître le contexte dans lequel évolue la personne qui témoigne, et l'influence voire la reproduction de discours des autres : elle cite en exemple un autiste pris dans le militantisme d'une association de parents très hostile à la psychanalyse qui porte un discours très critique vis-à-vis de ce type de psychothérapies mais parle en termes positifs de sa propre psychothérapie psychanalytique. Elle mentionne par ailleurs les[Combien ?] témoignages d'autistes positifs sur leur psychothérapie sur le divan, en centre médico-psycho-pédagogique (CMPP) ou en hôpital de jour, incluant des séances de psychanalyse. 
Donna Williams, qui a suivi une cure psychanalytique de son propre gré, utilise un vocabulaire relevant de la psychanalyse dans son autobiographie Si on me touche, je n'existe plus. D'après Brigitte Chamak, Williams « a adhéré à certaines interprétations psychanalytiques ».
Le psychanalyste français Jacques Hochmann se déclare hostile à ce mouvement. Il dénonce « un communautarisme propre aux autistes », et l'appel à leur « expertise profane », regrettant leur influence sur les différents plans autisme en France. Pour lui, « les plus extrêmes nient être atteints de troubles quelconques et s’opposent non seulement aux approches dites psychanalytiques mais à toute forme d’éducation spécialisée ». Pour Josef Schovanec (Dr EHESS), la préoccupation pour le communautarisme des adultes autistes relève d'un fantasme français. Il objecte que « la plupart des sociétés anglo-saxonnes ou inspirées par celles-ci, en matière d'autisme des adultes, ne sombrent pas dans le communautarisme tant redouté ».

##### Au sujet des professionnels
La distinction entre psychiatre, psychologue et psychanalyste n'est pas toujours claire, et l'unité de cet ensemble très loin d'être évidente et encore moins en ce qui concerne les avis sur la psychanalyse. Sur le sujet de l'autisme on retrouve dès le refus par Bleuler de la symbolique sexuelle de Freud dans la création du mot autisme et au cours du temps des oppositions fortes et des positions variées ont toujours été constatées.[réf. souhaitée]

###### Critique des psychanalystes
Selon Henri Rey-Flaud : « du fait de cet élan irrésistible, personne ne s'aperçut que, dans l'attente messianique de la révélation des causes organiques de cette affection, la signification psychique du retrait de ces petits patients, c'est-à-dire la question du sens de leur monde, avait été complètement ignorée, ce qui revenait à redoubler et à sceller l'exclusion de ces infortunés. ».[source secondaire nécessaire]
Dans l'éditorial intitulé « Dolto, reviens !» d'un dossier de La revue lacanienne consacré en 2013 à « L'autisme », le psychanalyste Charles Melman commence par cette constatation : « L'approche lacano-doltoïenne de l'autisme infantile n’a pas la cote ». En suivant des séances avec des bébés « à potentialité autistique » atteints de bronchiolites à répétition, et sensible 
au fait que l'intervention du soignant, « faite en présence de la mère sinon des parents, et éventuellement filmée avec leur accord pour analyser et suivre les progrès, nécessite le tact nécessaire pour essayer de les concilier avec leur enfant », Melman évoque comment « l’exhumation de difficultés refoulées ou cachées ont pu provoquer la révolte de familles organisées ensuite par Internet en lobbies ». Il ajoute : « Le seul reproche qu’on puisse faire à ces lobbies est une passion persécutrice de mauvais aloi et revancharde à l’égard d’une méthode qui leur fut malheureusement insupportable mais dont ils pourront, quand ils y seront prêts, vérifier sur film le potentiel ».

###### Les cognitivistes et la psychanalyse considérée comme «pseudo-science»
Les chercheurs cognitivistes voient dans la psychanalyse une approche pseudo-scientifique, inutile en matière d'interventions en autisme. 
Le Pr Laurent Mottron (université de Montréal) reconnaît à l'approche psychanalytique des années 1950 le mérite d'avoir décrit l'intelligence des personnes autistes, et accuse la nosographie française d'inspiration psychanalytique (la CFTMEA) d'être directement responsable d'une méconnaissance de l'autisme en France, car la psychanalyse décrit « des processus en pliant la réalité à une terminologie et un cadre théorique qui ne sont qu’exceptionnellement subvertis par ce qui est effectivement observé, au lieu, comme en sciences, de laisser émerger une description ou une classification à partir de ce qui se présente, et en l’actualisant périodiquement par consensus entre les membres de la communauté scientifique ». Il estime l'application de l'ABA aussi dogmatique et nuisible que la psychanalyse. 
Jean-Paul Krivine, rédacteur en chef de la revue Science et pseudo-sciences, répond au psychanalyste Bernard Golse, qui avait déclaré que « dans l’autisme, rien n’est validé », en disant que « les partisans des approches psychanalytiques théorisent souvent l’impossibilité de toute évaluation de leurs pratiques thérapeutiques ». Il se demande « si vraiment leurs approches sont non évaluables, comment peuvent-ils affirmer leurs succès thérapeutiques ? ».
Le mathématicien et psychologue Nicolas Gauvrit regrette le manque de rigueur et de logique des psychanalystes : « Les promoteurs d’une approche psychanalytique ont recours, ces derniers temps, à l’esquive. Cette feinte consiste à détourner l’interlocuteur de la question primordiale – celle de l’efficacité des méthodes et du bien de l’enfant – en déplaçant le discours dans le champ affectif, celui de la culpabilité ou de « l’éthique ». Pour cela, ils s’appuient sur une représentation sociale caricaturale de la psychologie, qui oppose des psychanalystes profondément humains, et des cognitivistes prônant une approche chimique. La réalité est bien différente, et de nombreux « cognitivistes » voient dans les approches thérapeutiques fondées sur la science une alternative non seulement à la psychanalyse, mais aussi et surtout aux traitements par psychotropes ».
Jacques Van Rillaer parle de « mensonges lacaniens » dans la conception de l'autisme comme d'une « psychose », et dénonce les psychanalystes qui prétendent « combattre les thérapies cognitivo-comportementales » en l'absence d’études empiriquement validées.

### Autisme et antipsychanalyse (points de vue de psychiatres et de psychanalystes)
Selon le neuropsychiatre  et psychanalyste Paul Alerini, s'exprimant en 2011, l'autisme comme signifiant « traverse l’histoire de la psychiatrie d’enfants » : le mot même, formé (par Bleuler) à partir du raccourcissement d' « autoérotisme » et ayant l'avantage de « sonner bien », est déjà symptomatique en soi parce qu'il comporte la négation de la composante sexuelle contenue dans le concept d' auto-érotisme, de sorte qu'à l'origine, l'autisme, « créé au sein de la psychanalyse » et qui va s'opposer aux psychoses infantiles auxquelles il a été longtemps associé, « se retourne actuellement contre elle », la psychanalyse, « avec des moyens puissants, dans l'université, la médecine, les sciences, la politique ». « L'autisme est le symptôme de ce retournement ».

#### Années 1960: apparition d'un courant "antipsychanalytique" aux États-Unis
D'après le psychiatre et psychanalyste Jacques Hochmann, universitaire lyonnais ayant consacré beaucoup de ses travaux à l'autisme, un courant « antipsychanalytique » a commencé à se dessiner aux États-Unis dès le début des années 1960. Il s'agit selon lui d'une réaction à la « déception d’espoirs exagérés de changer l’être humain par une éducation moins répressive et aussi à une mise à l’index outrancière des attitudes parentales pathogènes par certains psychanalystes ». Malgré la parution en 1964 d'un livre posthume du psychanalyste Edmund Bergler, la « tendance à rechercher dans l’inconscient maternel ou familial l’origine des troubles psychiques en général et de l’autisme en particulier » est selon Hochmann restée dominante, notamment chez un regroupement de parents « au sein d’une puissante association, l’ Autism Society of America, fondée en 1965 par un père d’autiste, Bernard Rimland, psychologue de son état ». Celui-ci déclare alors, selon Hochmann, que les familles d’autistes sont « victimes d’un véritable racisme de la part de psychanalystes ». Les publications se multiplient, en particulier dans le Journal of autism and childhood schizophrenia fondé par Leo Kanner, lequel journal devient en 1979, le Journal of autism and development disorder après l'exclusion de tous les psychanalystes du comité de rédaction.
Selon Paul Alerini, l’autisme serait devenu « l'étendard d’un mouvement » regroupant cognitivistes, comportementalistes et neuroscientifiques, ainsi que parents d’enfants autistes, lesquels parents peuvent eux-mêmes être chercheurs, psychologues ou psychiatres : « Ce mouvement se déclare clairement opposé à la psychanalyse » et prend le mot « autisme » comme « monument ou comme fétiche pour faire d’une pathologie psychotique un handicap (dont l’origine n’est pas encore prouvée) ». Si l'anti-psychanalyse a toujours existé, elle aurait pris maintenant une « tournure menaçante et persécutoire » due en grande partie aux conflits nés avec l’autisme de l’enfant. Selon la psychanalyste Maud Mannoni, dès 1967, l'autisme fascine et fait cause commune avec l'anti-psychanalyse : Mannoni considère que le mot « autisme » est devenu, d'un point de vue marxiste, une marchandise, porteur d'une « plus-value phallique »,  ce qui selon Alerini constitue un « “dispositif” » au sens de Michel Foucault et Giorgio Agamben », qui « tire profit de la souffrance des enfants psychotiques et de leurs parents ». La culpabilisation devant l'autisme « est attribuée à l’impuissance thérapeutique des psychanalystes qui la projettent sur les parents (Eric Schopler) », et l'impuissance thérapeutique des psychanalystes se trouve projetée sur l'impuissance de la psychanalyse. Pour confirmer la portée d'un tel mouvement antipsychanalytique, Alerini évoque l'avis du Comité consultatif national d'éthique, observant une « situation difficile en France où une succession de rapports et de lois reste sans effet depuis dix ans, en raison de la poursuite de l’application des théories psychanalytiques, théories que les autres pays développés ont abandonnées dans les années 1980  »,. 
Pour Myriam Perrin et Gwénola Druel-Salmane, les approches éducatives de l'autisme telles que TEACCH sont mobilisées par les opposants à la psychanalyse, « tous coalisés pour délivrer les autistes de la psychanalyse », et celle-ci « est sommée de se taire ». En outre, « du point de vue scientiste, la psychanalyse n’aurait pas à s’occuper de l’autiste car elle serait une pratique archaïque, fondée à une époque où l’avancée de la science ne pouvait encore rien en dire ». 
Perrin et Druel-Salmane soulignent qu'« en 1978, dans un important ouvrage (Rutter, Schopler, 1978) où l’autisme est désormais défini selon “différents degrés de gravité” (Wing, 1978), est affirmé que l’étiologie de l’autisme n’est plus à rechercher du côté de l’environnement mais du côté organique, ce grâce aux avancées de la science. Seulement, celles-ci ne font état d’aucune certitude ». 
Selon ces deux auteurs, « de telles conceptions organicistes de l’autisme refusent la parole au sujet ; dans de telles perspectives, l’autiste n’a pas mot à dire ».
Quant au « « grand renversement » » (selon l'expression du sociologue Alain Ehrenberg) dans l'histoire de l'autisme, Jacques Hochmann — cité par Vincent Flavigny — le situe au « “moment où l’approche psychanalytique et plus généralement la psychopathologie de l’autisme qui avait pendant trente ans rassemblé la grande majorité des spécialistes du monde occidental s’efface, dans le contexte d’un changement global de la représentation sociale des maladies mentales et des rapports entre le normal et le pathologique ». Ce « grand renversement » représente aux yeux de Hochmann un « “retour à l’optique organiciste et aux thèses de la dégénérescence” » ainsi qu'un « “glissement de la notion de maladie mentale vers celle de handicap” ».

#### «Bataille de l'autisme» en France

##### «Haine de la psychanalyse» en France: à propos du filmLe Mur(2011)
Selon la psychanalyste et psychiatre Anna Konrad, « la haine de la psychanalyse, très actuelle en France, est revendiquée régulièrement dans des publications, appels, blogs ou collectifs, souvent très généreusement relayés par les médias grands publics, presse, télévision et internet ».
Pour Anna Konrad, l'épisode de film Le Mur de Sophie Robert, où des psychanalystes sont interviewés sur l'autisme, « mémorable pour certains par son souvenir traumatisant,  est un exercice d’attaque audiovisuel : la délégitimation par le moyen de la satire, de la dérision, de la déformation délibérée de la parole ». L’interdiction d’abord, puis l’autorisation de la diffusion par la Cour d'appel, « ont déchaîné les parties prenantes dans leur combat à mener contre la psychanalyse ». Bernard Golse qui apparaît dans Le Mur, qualifie ce documentaire de « parfaitement ignoble et malhonnête ». Selon la psychiatre Loriane Brunessaux, il s'agit d'un « film de propagande dont le manque de rigueur et la malhonnêteté ne peuvent échapper à aucune personne s’intéressant un tant soit peu à l’état actuel des connaissances et des pratiques dans le champ de l’autisme ».

##### Résistances culturelles à la psychanalyse
Pour Jacques Hochmann, « la violence antipsychanalytique de certains parents, déchaînée sur Internet et dans les médias, peut s’expliquer à la fois historiquement et psychologiquement ».
Toujours du point de vue de Jacques Hochmann, si après « l'invention de l'autisme par Kanner et Asperger, des psychanalystes « ont été les premiers [...] à tenter d’arracher les enfants autistes à la ségrégation et à l’eugénisme », il se trouve que « malheureusement, un certain triomphalisme, des erreurs techniques et un psychogénétisme exclusif et sans preuves ont entraîné un malentendu avec des associations de parents », écrit Hochmann dans le résumé de son article intitulé « La guerre de l'autisme et les résistances culturelles à la psychanalyse » (2013). Un tel malentendu, « aggravé par des résistances inévitables à la psychanalyse et au fantasme de vol d'enfant ont été à l’origine de positions offensives contre la pédopsychiatrie française ». Organisées en effet « en un communautarisme sectaire en faveur de méthodes purement comportementalistes, soutenues par un lobbying efficace auprès de la Haute Autorité de santé, ces positions ont abouti à un désaveu des pratiques psychothérapiques développées en France depuis un demi-siècle ». Jacques Hochmann affirme plaider dans son article « pour un travail de partenariat respectueux de la souffrance et de la vulnérabilité de familles inévitablement soumises à la contagion de l’autisme ».
À propos des « résistances à la psychanalyse », Hochmann revient au cours de son article « sur ce qualificatif curieux de “non consensuel” ». La psychanalyse étant par définition « “non consensuelle”, y compris à l’intérieur de chacun de nous, soumis fantasmatiquement à l’“œil inquisiteur” » qui veut dévoiler en nous une part inconnue », affirme-t-il, « elle est inévitablement source de résistances. Freud, il y a bien longtemps, s’était targué d’avoir, après Copernic et Darwin, infligé un troisième choc narcissique à l’humanité. Seul un profond masochisme collectif pourrait entraîner un consensus ! ».
Hochmann ajoute que « parmi les parents qui déversent leur hargne “antipsy” dans les forums Internet », peu « semblent avoir eu un contact avec un psychanalyste authentique recevant leur enfant plusieurs fois par semaine à heure et avec une durée fixes, et consacrant un temps suffisant à travailler avec eux ». Pour la plupart, les rencontres avec un psychiatre ou un psychologue psychanalyste, auront été épisodiques ou uniques ». Les parents dont il est question « font donc surtout état d’un danger fantasmatique, répètent des on-dit, se fient à une légende : celle du psychanalyste méprisant, inquisiteur et culpabilisateur qui “regroupe tous les phénomènes de l’existence autour de sa grande théorie”, une théorie qu’ils tiennent pour un tissu d’âneries incompréhensibles, dont ils ne savent à peu près rien et qu’ils n’ont jamais pris la peine d’approfondir par des lectures ».